# Heavy metal

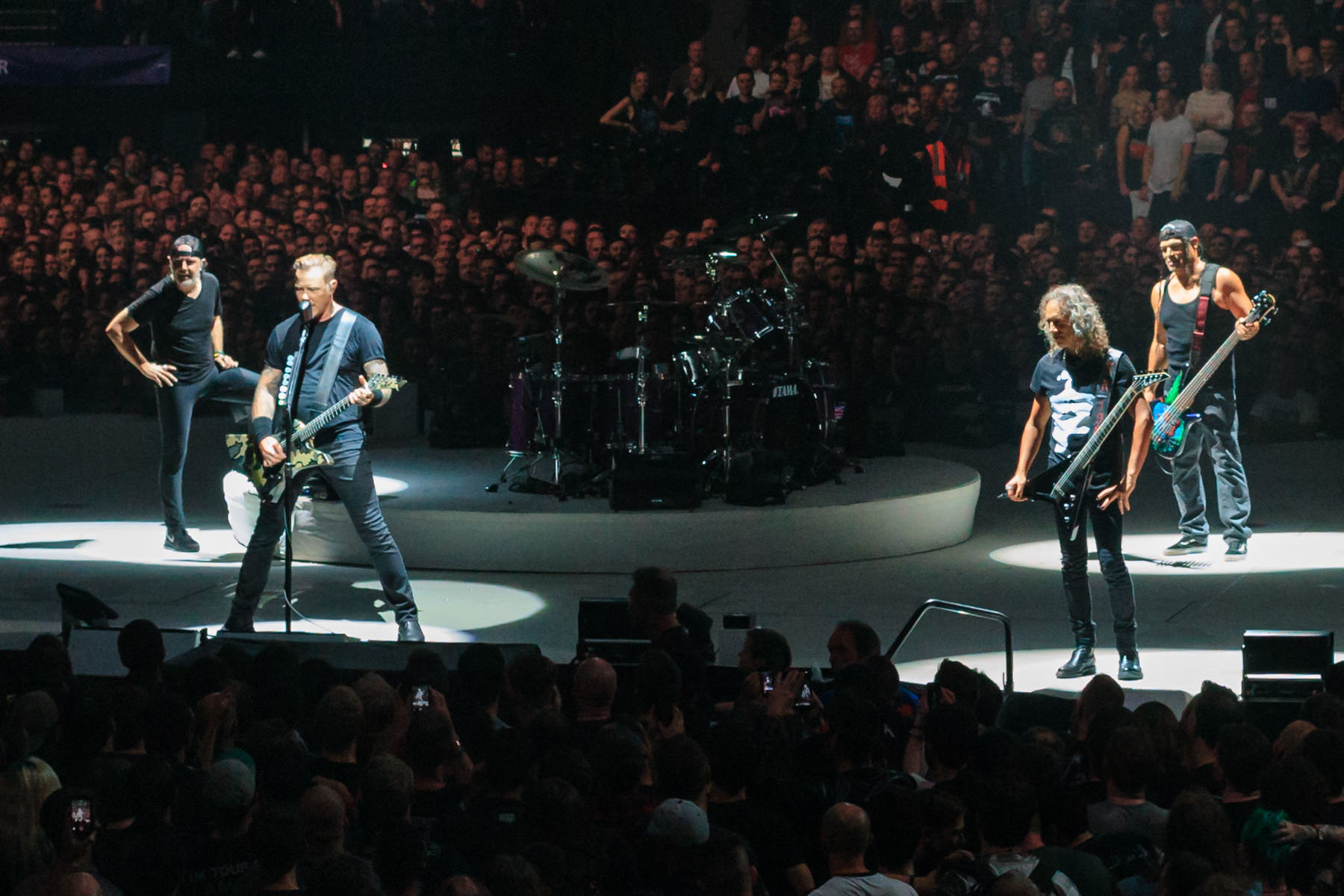
I Metallica sono considerati un importante gruppo heavy metal.

L'heavy metal (in italiano letteralmente metallo pesante) è un genere musicale derivato dall'hard rock, sviluppatosi tra la fine degli anni sessanta e l'inizio degli anni settanta, in gran parte nel Regno Unito e negli Stati Uniti. I gruppi associati al genere, ispirati inizialmente dalle correnti rock psichedelico, acid rock e blues rock, hanno dato luogo ad uno stile sonoro contraddistinto da distorsioni di chitarra, assoli e ritmi duri e forti. Esistono vari stili e sottogeneri dell'heavy metal, alcuni più melodici e commerciali ed altri dalle sonorità estreme e tipicamente underground.
Intorno al 1968 si formarono in Inghilterra tre importanti gruppi rock considerati spesso precursori del genere, Led Zeppelin, Black Sabbath e Deep Purple. Nonostante i suddetti gruppi e quelli giunti in seguito abbiano acquisito una notevole popolarità, hanno anche dovuto fare i conti con critiche negative. Negli anni settanta molti gruppi statunitensi associati al genere hanno reso le loro sonorità più accessibili al pubblico: alcuni esempi sono lo shock rock di Alice Cooper e dei Kiss, il blues rock degli Aerosmith e l'hard rock dei Van Halen. A metà degli anni settanta i britannici Judas Priest contribuirono all'evoluzione del genere, abbandonando le precedenti origini blues, mentre i connazionali Motörhead introdussero elementi sonori e tematici derivati dal punk rock, ereditandone anche i ritmi veloci. Alla fine degli anni settanta i britannici Iron Maiden e Saxon diedero ulteriore impulso al distacco del genere dalle origini hard rock e blues.
Negli anni ottanta il genere conobbe una propria affermazione commerciale negli Stati Uniti, in una variante nota come hair metal, resa celebre da gruppi come Bon Jovi, Mötley Crüe e Poison. Nello stesso tempo nacquero però nuovi stili più forti e diretti in ambito underground, tra cui il thrash metal, condotto alla ribalta da gruppi come Metallica, Slayer, Megadeth e Anthrax, ma ebbero risultati d'ascolto significativi anche alcuni sottogeneri estremi come il death metal e il black metal.
Le ultime importanti fasi di sviluppo del genere sono giunte negli anni novanta, con l'affermazione di sottogeneri ibridi come groove metal, industrial metal, rap metal e nu metal, e negli anni 2000 e 2010 con la comparsa dei generi derivati metalcore e djent.

## Origine e significato del termine
L'uso dell'espressione heavy metal riferita a un genere musicale risale alla stampa statunitense nei primi anni settanta.
I primi ad usarlo in un brano musicale furono gli Steppenwolf con Born to Be Wild, pubblicata nell'omonimo album del 1968 e inclusa nella colonna sonora del film Easy Rider; in questo brano compare la frase "heavy metal thunder" ("tuono sferragliante") con riferimento al rombo della ferraglia delle moto bicilindriche usate dai riders, le Harley Davidson.
Un primo uso letterario del termine risale allo scrittore della controcultura William S. Burroughs. Nel suo racconto del 1962 La macchina morbida (nell'originale The Soft Machine) Burroughs introdusse il personaggio di Uranian Willy, "the heavy metal kid" ("il ragazzo di metallo pesante"). Nel suo successivo romanzo del 1964, intitolato Nova Express, heavy metal appare invece come metafora delle sostanze stupefacenti. Alcuni degli elementi dell'opera di Burroughs sono certamente accostabili alle sonorità del metal, in particolare i riferimenti all'uso di suoni registrati come mezzi per liberarsi da una vita programmata e l'alienazione causata da un mondo sempre più meccanico.
(Burroughs, William S., (1964). Nova Express. New York: Grove Press. p. 112)
Molti dei primi gruppi antesignani, o primi esponenti del metal, tra cui spiccano i nomi di Led Zeppelin, Deep Purple, Blue Cheer, The Move, Blue Öyster Cult e Black Sabbath, ebbero origine negli anni sessanta a Birmingham, importante centro industriale inglese. Alcune biografie dei The Move affermano che l'espressione derivi direttamente dai "pesanti" riff di chitarra della band, uniti all'espressione metal midlands con cui veniva identificata la zona di Birmingham.
Il critico Lester Bangs, nella recensione di un concerto del 1971, usò l'espressione "heavy metal music" per descrivere il sound "sferragliante" delle esibizioni live dei Blue Öyster Cult. Sandy Pearlman, l'originale produttore, manager e compositore della band, sostenne, invece, di essere stato il primo ad applicare l'espressione heavy metal alla musica rock nel 1968 riferendosi ad Artificial Energy, pezzo di apertura dell'album dei the Byrds The Notorious Byrd Brothers. In realtà pare che il primo uso documentato della parola heavy metal per descrivere le sonorità di una band risalga allo stesso 1970, quando il magazine musicale Creem in una recensione dell'epoca definì con tale denominazione i newyorkesi Sir Lord Baltimore.
La parola "heavy" (letteralmente "pesante", ma con il significato originale di serio o profondo) era entrata nel gergo beat qualche tempo prima, ma il riferimento alla heavy music (una versione più lenta ed amplificata della musica pop) era tuttavia già comune. Ne è un esempio l'album di debutto degli Iron Butterfly, intitolato Heavy (1968).
Sebbene alcuni considerino brani come Keep a Knockin' (1964) dei britannici Outlaws o Helter Skelter (1968) dei Beatles, i primi brani heavy metal, il genere è nato da uno sviluppo ed arricchimento di una miscela di blues e rock, e fondò le proprie origini nelle band hard rock che nel periodo fra 1967 e il 1977 ibridarono il blues e il rock creando un nuovo genere musicale caratterizzato da un suono grintoso, basato sull'apporto costante di chitarre distorte, voce urlante e batteria incalzante.
Se nei tardi anni sessanta il termine heavy metal poteva essere usato come aggettivo in alcuni casi per definire parte della musica popolare, nei primi anni settanta cominciò a diventare un vero e proprio sostantivo e quindi un genere riconosciuto. C'è chi dice che a dare ufficialmente inizio alla nascita dell'heavy metal fossero molto probabilmente i britannici Led Zeppelin: inizialmente indirizzati su brani di ispirazione blues suonati più pesantemente ed energicamente che ogni altro, crearono uno stile epico ispirato da molte fonti musicali; il vero Big Bang dell'Heavy Metal avvenne tuttavia con i Black Sabbath, quando uscì il loro primo album (portante il nome della band) e la gente udì la prima volta i suoni distorti di Tony Iommi, i cui riff di chitarra oscuri e profondi generarono un mondo di fantasia ossessionato da droghe, morte e occulto.
La storia del metal ha inizio quando Tony Iommi, il chitarrista dei Black Sabbath, finì per avere due falangi amputate per colpa di un incidente in fabbrica; senza arrendersi, si creò da solo delle protesi in plastica e, siccome le corde gli facevano male alle dita, ne comprò di differenti ed abbassò l'accordatura, ottenendo il suono caratteristico dei Black Sabbath. Intanto, il cantante Ozzy Osbourne aveva fatto dono di un libro scritto in latino che parlava di magia nera al bassista del gruppo, Geezer Butler, il quale quella notte, forse in preda ad una paralisi del sonno, vide di fronte al suo letto una figura nera ed alta che lo indicava: narrando ciò ad Ozzy, gli diede l'ispirazione per la omonima canzone del gruppo. Il sound che segnò la nascita dell'hard rock e dell'heavy metal venne tuttavia definito nel 1970 con la pubblicazione di Led Zeppelin II dei Led Zeppelin, Paranoid e Black Sabbath dei Black Sabbath e Deep Purple In Rock dei Deep Purple (pubblicato quando i Deep Purple, udito la prima volta il sound dei Led Zeppelin e dei Black Sabbath, cercarono di dare qualcosa di simile al pubblico). Benché esistano molti dibattiti, questi tre gruppi musicali sono generalmente considerati come le prime band heavy metal. Nel 1971 si finì per dare la ciliegina sulla torta quando i Led Zeppelin pubblicarono un album senza titolo (oggi detto Led Zeppelin IV), il quale conteneva, tra l'altro, il testo di un'unica canzone: Stairway to Heaven.
Dopo la NWOBHM, il maggior fenomeno che riguardò il metal fu la nascita di numerosi sottogeneri; i più famosi di questi sono lo speed metal, il thrash metal, il power metal, il black metal, il death metal e il doom metal, da cui nacquero, col passare del tempo, una schiera di ulteriori sottogeneri.
Nel corso degli anni molti hanno identificato l'heavy metal come il primo sottogenere del metal che, in tale accezione, rappresenterebbe il genere originario. Questa tesi è considerata errata in quanto il termine "heavy metal" si riferirebbe ad un gruppo di generi musicali, o meglio sottogeneri, e "metal" sarebbe quindi semplicemente un'abbreviazione di "heavy metal" e non la denominazione di un genere differente. Heavy metal rappresenterebbe, quindi, il genere principale, che a sua volta comprenderebbe gli altri sottogeneri.

## Dal rock all'heavy metal
Si può ritenere che la nascita del rock sia proprio da associarsi all'introduzione massiccia di strumenti e amplificazione elettrici, e all'opera di sperimentazione artistica e intellettuale degli artisti che si occuparono di esplorare le nuove possibilità offerte da questa evoluzione tecnologica. Il passaggio alla chitarra elettrica, in particolare, ebbe influenza anche sugli altri strumenti; mentre la batteria blues era spesso costituita da pochi elementi, quella rock tende a essere più ricca e dotata di componenti più voluminosi, in grado di tenere il passo con l'aumentata potenza della chitarra; al tempo stesso, i batteristi iniziano ad utilizzare tecniche che pongono maggiore enfasi sull'aggressività e incisività dei suoni e dei ritmi.
Persino i cantanti rock, affidandosi all'amplificazione, riescono ad esplorare nuove frontiere sonore, dal sussurro alla distorsione artificiale della voce, diventando spesso più stilizzati e drammatici dei loro predecessori blues.
La musica heavy metal appare concettualmente alla fine di questo percorso di potenziamento tecnico e tecnologico del suono. Le sue origini si devono cercare nel Regno Unito la fine degli anni sessanta, quando, evolvendo dal sound progressive rock (Pink Floyd, King Crimson, Genesis, Yes, Van der Graaf Generator, Gentle Giant, Emerson, Lake & Palmer e simili) e dal Southern rock (38 Special), si affermarono gruppi di rottura come i già citati Deep Purple, i Led Zeppelin e i Black Sabbath.
Questi trasformarono il blues in una forma di rock molto "duro".
Questi gruppi furono certamente influenzati anche da musicisti e gruppi di rock psichedelico (più precisamente della corrente definita acid rock) come Jimi Hendrix, pioniere e grande sperimentatore, padre della chitarra elettrica moderna così come essa viene concepita nel rock in genere.
Altre influenze comprendono i primi rocker britannici come i The Who e i The Kinks, che spianarono la strada al futuro stile "metal", grazie all'introduzione dei power chords e di percussioni più aggressive (Keith Moon è annoverato da molti come uno dei padrini della batteria hard rock ed heavy metal).
Altro gruppo considerato fondamentale per l'evoluzione del genere è quello dei Cream di Eric Clapton, che lanciarono il power trio, un modello di formazione della band che ebbe in seguito molti emuli nell'hard rock e nell'heavy metal.
La prima canzone chiaramente identificabile come primo prototipo dell'hard rock più che dell'heavy metal è You Really Got Me dei The Kinks, pubblicata nel 1964.
Il brano era segno di un imminente cambiamento: già alla fine del 1968 le sonorità di tutta la scena rock si erano "indurite" rispetto alla prima metà del decennio. Diversi brani di quell'anno, per molti versi cruciale, vengono etichettati dai critici come "il primo vero pezzo heavy metal"; fra gli esempi si possono citare Summertime Blues di Eddie Cochran riproposto come cover dai Blue Cheer, Helter Skelter dei Beatles, o la reinterpretazione, da parte dei Love Sculpture di Dave Edmunds, della Danza delle spade di Aram Khačaturjan; come album, si possono citare Truth del Jeff Beck Group e, solo l'anno dopo, il primo album dei Led Zeppelin.

### Relazioni tra hard rock ed heavy metal

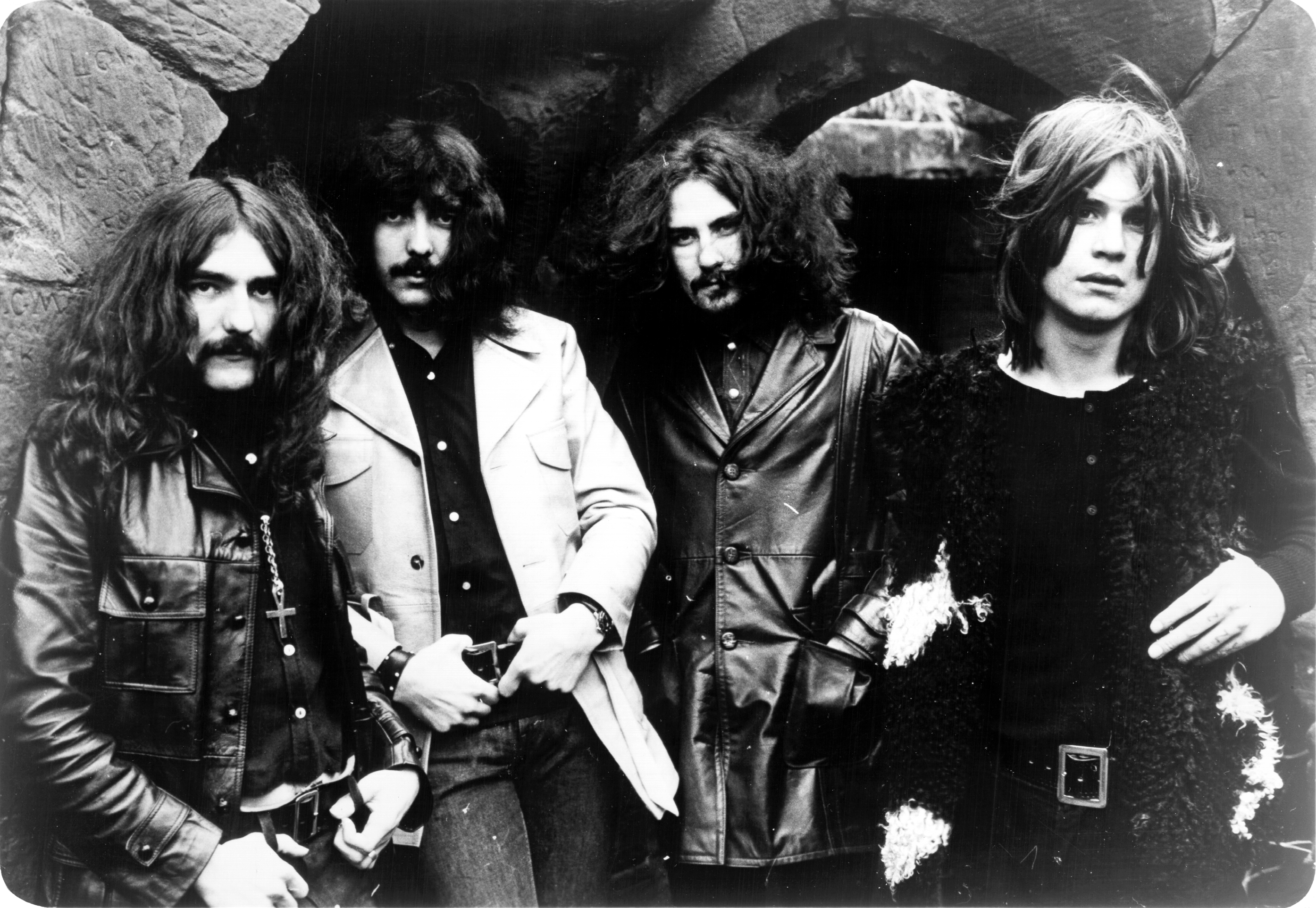
I Black Sabbath, il gruppo considerato inventore dell’heavy metal.

Durante gli anni settanta, l'hard rock ha posto le basi per lo sviluppo di un nuovo genere di musica da esso derivante, conosciuto come heavy metal, con sonorità generalmente più dure e distorte.
Questo nuovo stile ha generato dibattiti e polemiche riguardanti la classificazione dei gruppi dei due rispettivi generi. Le discussioni si sono spesso concentrate intorno al quesito "questi gruppi sono catalogabili come hard rock o heavy metal?".
Come per tutte le forme d'arte, la musica ha molti esempi ibridi, incroci, o gruppi ai limiti dei generi, che possono essere classificati in più di una categoria. Tuttavia, le distinzioni fra hard rock e heavy metal classico, se presenti, sono solitamente sottili.
In questo senso è bene specificare che non tutto l'hard rock è catalogabile nell'heavy metal, ma solo una parte di questo. Un esempio di queste affinità sono gruppi come Led Zeppelin, Blue Öyster Cult e Deep Purple, generalmente considerati pionieri dell'heavy metal ma anche dell'hard rock.
Anche band successive in ordine temporale come Scorpions, AC/DC, Aerosmith, Alice Cooper e Kiss sono considerati solitamente hard rock. Altri gruppi, come gli Iron Maiden e i Black Sabbath sono invece considerati solo heavy metal e non hard rock, diversamente da band come i Mott the Hoople, gli Status Quo, i Free o gli Slade, che sono etichettati come gruppi solo hard rock. Un esempio celebre di queste divergenze-affinità è il sottogenere del metal nato negli anni ottanta con il nome hair metal (o glam metal).
Questo stile restò a cavallo tra entrambi gli stili, heavy metal e hard rock. Tuttavia questo genere viene spesso considerato erroneamente solo hard rock e quindi al di fuori dalla classificazione di heavy metal, non prendendone in considerazione gli evidenti elementi caratteristici, seppur con tratti più melodici.
Esistendo quindi delle evidenti relazioni tra hard rock e heavy metal, molti gruppi possono essere riconosciuti come appartenenti a entrambi i generi.
Alcuni esempi di gruppi influenzati da questi due generi, che in questo caso si rivelano come un unico genere, possono essere: Judas Priest, Black Sabbath, Europe, Blue Öyster Cult, Deep Purple, Queen, Thin Lizzy, Kiss, Motörhead, Saxon, Def Leppard, UFO, Dio, Van Halen, Mötley Crüe, W.A.S.P., Quiet Riot, Tygers of Pan Tang, Twisted Sister, Scorpions, Accept, Whitesnake, MSG, Queensrÿche, Helix, Guns N' Roses, Great White, AC/DC, Led Zeppelin, Rainbow, Rush, Uriah Heep, Stryper e molti altri.
Anche il look e l'atteggiamento dei due stili spesso sono simili, e in alcuni casi può risultare difficile definire un gruppo puramente hard rock o puramente heavy metal attraverso il modo di mostrarsi in pubblico. A dimostrazione di queste ipotesi, le seguenti tesi:
- negli anni settanta, il termine heavy metal era riferito anche a molti gruppi hard rock;
- buona parte del movimento New Wave of British Heavy Metal comprende gruppi etichettabili anche come hard rock;
- inoltre, la New Wave Of British Heavy Metal (letteralmente Nuova Ondata di Heavy Metal Britannico) stava a indicare una modifica di un genere preesistente e ciò significa che l'heavy metal era già totalmente formato prima di essa. Considerando che la NWOBHM nacque intorno al 1979, evidentemente il genere esisteva già prima di questa data, ed è possibile supporre che il termine fosse relazionato e affine al hard rock in quanto prima della NWOBHM venivano indicati come heavy metal gruppi oggi definiti hard rock ma rientranti anche nei canoni dell'heavy metal;
- alcuni generi di heavy metal tipicamente anni ottanta dalle caratteristiche generalmente più orecchiabili, sono etichettati anche come hard rock:
  - hair metal
  - pop metal
  - sleaze metal

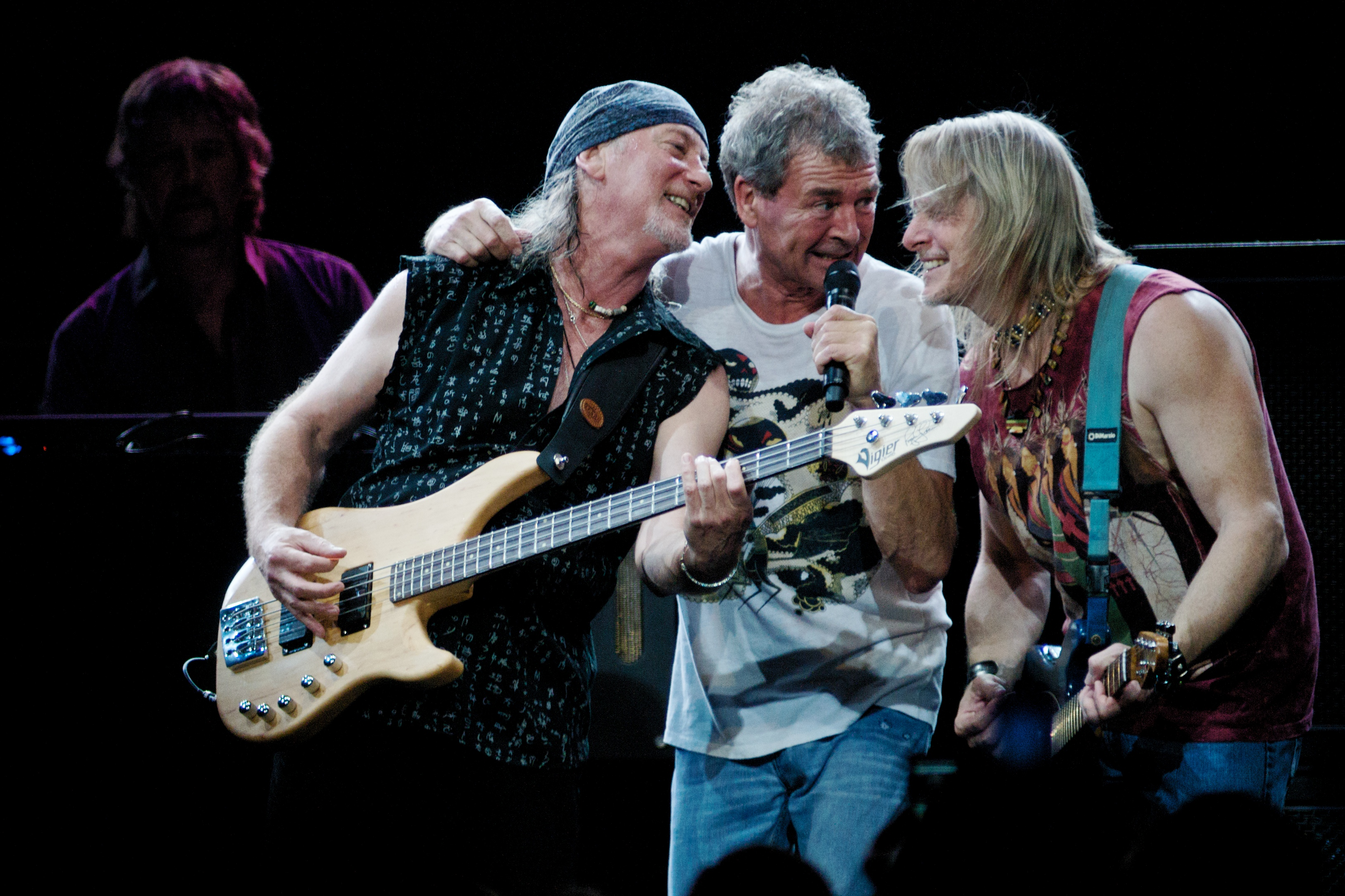
I Deep Purple, uno dei gruppi hard rock e classic metal più famosi

- noti gruppi hard rock, come Deep Purple, Black Sabbath, Led Zeppelin, Blue Öyster Cult sono spesso indicati come i fondatori del metal e vengono etichettati anche come heavy metal;
- buona parte del classic metal comprende gruppi etichettabili anche come hard rock;
- l'abbigliamento nei due stili è identico, in relazione alla relativa epoca. Ad esempio negli anni settanta, i gruppi hard rock e heavy metal, considerati all'epoca un'unica corrente, assumevano lo stesso tipico abbigliamento. Negli anni ottanta, oltre all'evoluzione musicale di entrambi i generi, avvenne anche una modifica dell'abbigliamento, che può essere riconosciuta in tutta l'ondata hard rock e heavy metal;
- anche il primo hard rock era caratterizzato da una notevole dose di tecnica, più o meno sviluppata. Tutti i membri di gruppi hard rock riscontravano un'ottima conoscenza della tecnica, che sfociava in assoli soprattutto di chitarra e a volte anche di altri strumenti come basso, batteria e tastiera.
- nacque il termine informale hard and heavy, che definiva i gruppi etichettabili in entrambi i generi e che quindi riscontravano influenze da entrambi;
- nonostante ciò, la maggior parte dei mass media segue l'ipotesi appena accennata, come possono confermare diversi elementi. Ad esempio, in molti siti internet dedicati, alcuni gruppi spesso definiti hard rock vengono definiti anche heavy metal. Nelle enciclopedie dedicate al genere, sono presenti non a caso gruppi definiti hard rock, ma in quel caso, sono indicati come heavy metal. In tutte le raccolte dedicate all'heavy metal in senso generico si trovano gruppi in buona parte definiti anche hard rock, ma classificabili come heavy metal. I festival dedicati all'heavy metal, soprattutto negli anni ottanta, proponevano gruppi definiti anche come hard rock. Nelle riviste dedicate all'heavy metal, sono spesso citati, intervistati e definiti heavy metal anche gruppi hard rock. Queste classificazioni sono definizioni attribuite da esperti del settore. Si può supporre che solo l'opinione comune più diffusa si opponga erroneamente all'idea di comprendere una parte dell'hard rock e dell'heavy metal in un unico genere/entità, poiché i fatti hanno dimostrato che è sempre stato il contrario fin dai lontani anni settanta.

## Storia

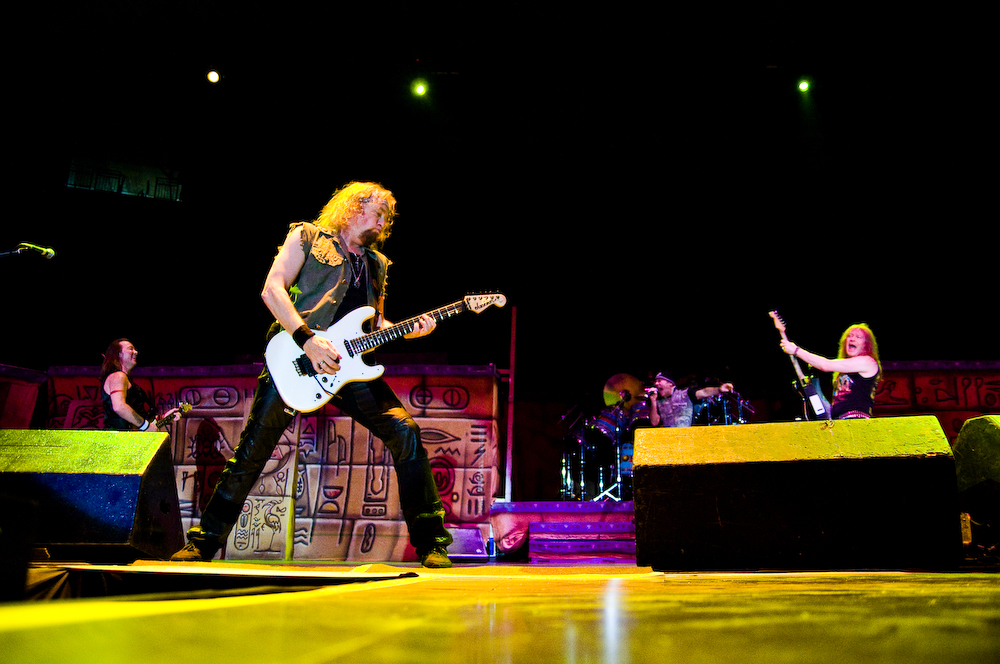
Adrian Smith e gli altri componenti degli Iron Maiden in concerto nel 2009.

La storia dell'heavy metal alla fine degli anni settanta è tuttora molto dibattuta tra gli storici della musica. Mentre band come i Blue Öyster Cult raggiunsero in quel periodo un moderato successo, altri gruppi concentrano invece l'attenzione sull'arrivo di influenze classiche, presenti nel lavoro di Eddie Van Halen, Randy Rhoads, o di Uli Jon Roth, pionieri del heavy metal di stampo virtuosistico e neoclassico; anche perché la storia dell'heavy metal successivamente verrà sviluppata anche in questo senso.
Altri ancora sottolineano le influenze reciproche che, verso la fine degli anni settanta, si scambiarono l'heavy metal e il punk rock, culminando nella famosa New Wave of British Heavy Metal dei primi anni ottanta, guidata da band come i già citati Saxon o gli Iron Maiden. In realtà va detto che l'influenza del punk rock sul nascente heavy metal non deve essere interpretata in modo diretto: quello che accomunava le band di entrambi i generi era la povertà di mezzi (riflessa dalla produzione "grezza e sporca" di molte delle band) e lo spirito fai-da-te che portava alla nascita di etichette indipendenti e fanzine (un modus operandi proprio del movimento punk), in modo da alimentare la scena al di fuori della stampa e dei media "ufficiali". Si ipotizzò inoltre che la NWOBHM, connotando uno stile generalmente più aggressivo, duro e diretto, si ispirò proprio al punk rock per queste caratteristiche che lo distinguevano dall'ondata di heavy metal precedente.
Anche l'abbigliamento punk influenzò in parte l'heavy metal (anche se vi è dibattito su questo, dato che era già usato dai Judas Priest a metà anni settanta), che ereditò l'uso di borchie e indumenti di pelle. Successivamente, negli anni ottanta, si può dire che l'hardcore punk abbia influito notevolmente sullo sviluppo dell'evoluzione dell'heavy metal e, in particolar modo sul metal estremo. L'hardcore punk infatti fu fonte di ispirazione soprattutto per le band thrash metal che ne presero alcune caratteristiche unendole all'heavy metal fortemente ispirato alla NWOBHM.
Lo stesso Cliff Burton dei Metallica (un gruppo che si collocò al vertice della nascente scena thrash metal) dichiarava di essere stato influenzato dal punk, specialmente da gruppi come i Misfits; così come altri componenti della stessa band. Da notare come i loro gruppi preferiti Venom e Motörhead avessero più di un legame con il punk (Conrad Lant dei Venom suonava in un gruppo punk e Lemmy Kilmister frequentava regolarmente la scena punk e tentò anche di insegnare a suonare il basso a Sid Vicious).
Anche Jeff Hanneman degli Slayer era noto per la sua grande ammirazione nei confronti dell'hardcore punk. In gioventù ascoltava soprattutto gruppi come Exploited, Verbal Abuse, Charged GBH, Black Flag, Minor Threat, e molto meno band classificabili come heavy metal. Le influenze di Hanneman contribuirono molto a delineare lo stile per cui la sua band è conosciuta.
Un altro elemento che può dimostrare l'affinità tra i due generi fu lo sviluppo del punk metal, sempre durante la prima metà degli anni ottanta. Il genere fondeva il thrash metal (già in parte influenzato dall'hardcore) e l'hardcore punk.
Per il resto, altri gruppi punk rock e gruppi heavy metal perseguivano ideali musicali contrapposti. Inoltre, se per i primi il suono grezzo e specialmente le carenze tecniche facevano parte di una sorta di "ribellione" verso la società, i gruppi heavy metal subito si distinsero per una notevole capacità tecnica strumentale.

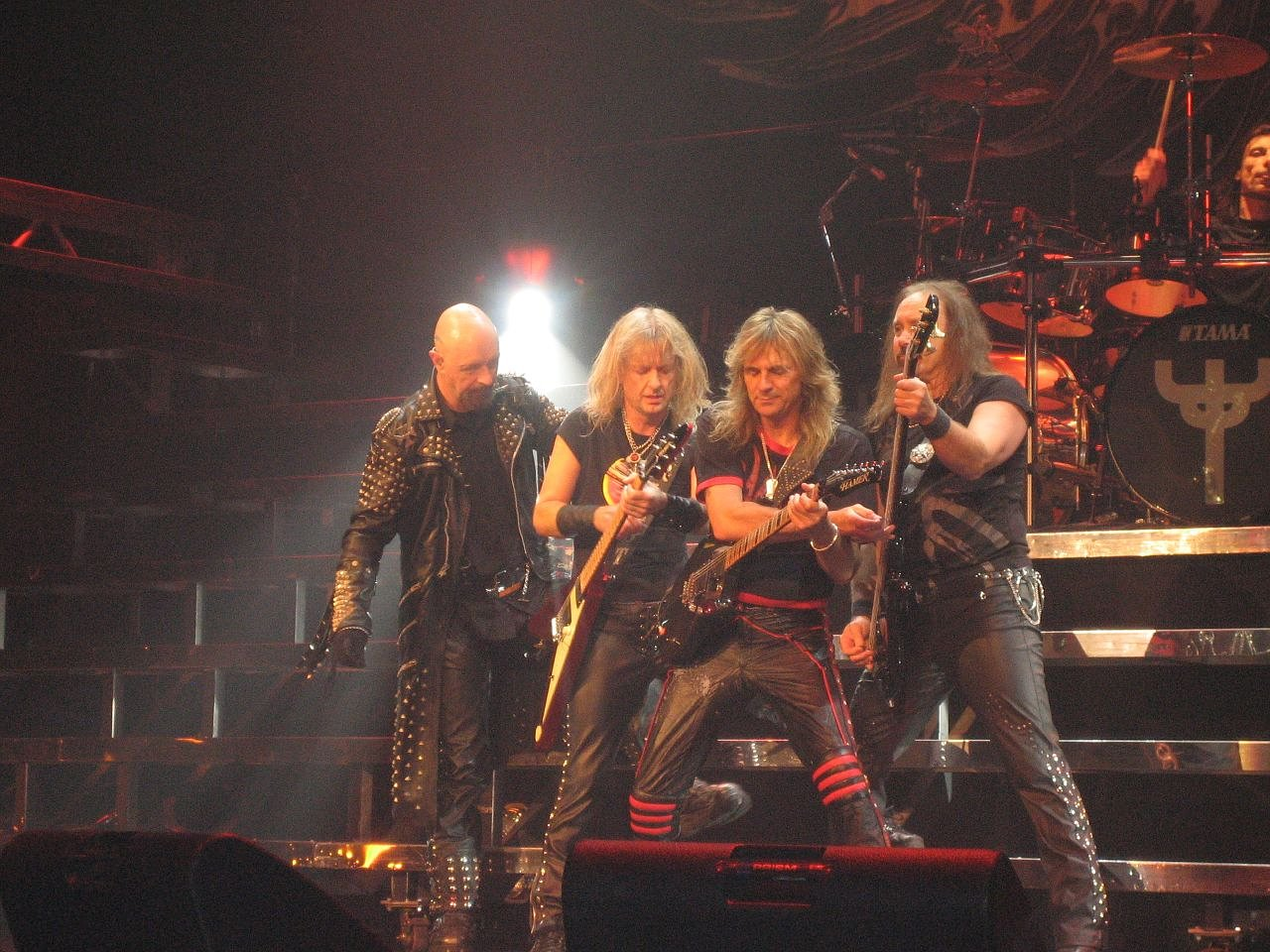
I Judas Priest in un recente concerto

Come continua evoluzione si vennero a creare una serie di "nuovi" generi di heavy metal come il death metal o il black metal.
L'esplosione del virtuosismo alla chitarra elettrica (di cui Jimi Hendrix era stato un pioniere già una generazione prima) fu portata all'apice da Eddie Van Halen (anche se il primo ad inserire numeri funambolici nella musica hard rock è considerato Ritchie Blackmore dei Deep Purple). Molti considerano il suo assolo in Eruption (sull'album Van Halen del 1978) una pietra miliare del genere. I già citati Ritchie Blackmore, Uli Jon Roth, Randy Rhoads e Yngwie Malmsteen rinforzarono questo legame fra l'heavy metal e la tecnica chitarristica, cimentandosi persino con la chitarra classica durante i loro concerti. Persino icone della chitarra classica come Liona Boyd furono "associate" alle stelle dell'heavy metal in una sorta di "fratellanza della chitarra" in cui chitarristi tradizionali e heavy spesso collaboravano e si "scambiavano i trucchi".
MP3.com ha recentemente pubblicato una raccolta delle collaborazioni della Boyd con rock star come David Gilmour e Eric Clapton, un'ulteriore prova della convergenza di generi musicali molto diversi sotto l'egida della raffinatezza tecnica nell'uso dello strumento.
L'interesse per il virtuosismo tecnico si percepisce già meno nella musica di Ronnie James Dio (che per un certo periodo fu cantante nei Black Sabbath e nei Rainbow, fondati da Ritchie Blackmore), dei Judas Priest e degli Iron Maiden. Questi gruppi potrebbero rappresentare il limite ultimo dell'heavy metal tradizionale, che prosegue lungo la via tracciata dai "grandi padri" (Hendrix, Black Sabbath, Blue Öyster Cult, Led Zeppelin e Deep Purple e con le dovute proporzioni lo stesso Bach). Dopo gli Iron Maiden, l'heavy metal giunse a forzare il limite della potenza e violenza sonora in sottogeneri come thrash metal, speed metal, black metal e death metal.
Per altra via, e principalmente negli Stati Uniti, l'heavy metal tornava in qualche modo alle origini attraverso gruppi di Los Angeles, in primo luogo con i Van Halen o i Mötley Crüe. Negli anni ottanta, una forma di heavy metal/hard rock con forti influenze melodiche, definita Hair metal, dominò frequentemente le classifiche di vendita. Gruppi come Europe, Dokken, Bon Jovi, Guns N' Roses, Def Leppard, Poison, Mötley Crüe e Ratt sono alcuni degli artisti più rappresentativi. Sebbene la loro musica sia sopravvissuta al tempo come rappresentativa di una particolare visione dell'heavy metal. Nei primi anni novanta, soprattutto negli Stati Uniti, nuovi gruppi heavy metal (come i canadesi Fozzy) ottengono le luci della ribalta. Vi è una tradizionale rivalità tra i sostenitori dell'heavy metal e quelli del grunge.

## Strumentistica

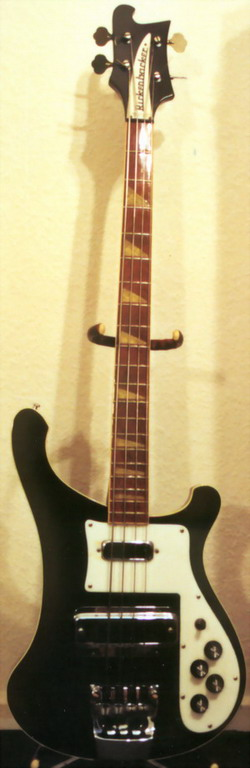
Un basso elettrico Rickenbacker modello 4001.

La formazione tipica di un gruppo heavy metal comprende: un batterista, un bassista, un chitarrista ritmico, un chitarrista solista ed un cantante. Nelle prime band non era inusuale la presenza di un solo chitarrista e nel caso in cui il ruolo di cantante fosse stato ricoperto da uno degli strumentisti si aveva il cosiddetto power trio.
Il cantante può essere uno degli strumentisti (per esempio, ma non solo, il chitarrista ritmico). L'uso delle tastiere, in origine, era poco comune (ad es. l'introduzione delle tastiere in Seventh Son of a Seventh Son degli Iron Maiden fu apertamente criticato da una parte dei fan del gruppo) ma durante gli anni ottanta lo strumento venne riconsiderato, forse anche per il largo uso che se ne faceva nella musica di quel periodo. Ultimamente ogni avversione o preconcetto verso questo strumento è stato totalmente superato, grazie anche al sorgere del melodic death metal, del symphonic black metal e di particolari forme "melodiche" di doom metal e goth metal, generi nei quali il sostegno melodico di una tastiera è pressoché essenziale. Anche alcune band che non fanno parte di queste correnti musicali utilizzano sempre più spesso le tastiere all'interno dei loro pezzi, con risultati felicissimi dal punto di vista musicale.
A partire dalla metà degli anni ottanta le tastiere hanno giocato un ruolo fondamentale principalmente nel progressive metal (Kevin Moore in questo senso fu uno dei pionieri di un genere che comunque deve un grosso tributo al progressive rock), nell'industrial metal, nell'hard rock (fondamentali e protagoniste in brani come ad esempio Jump dei Van Halen o The Final Countdown degli Europe) e successivamente anche nel power metal, che dalla metà degli anni novanta ha dato origine ad un nuovo filone: il power/prog.
La chitarra è normalmente lo strumento dominante. L'uso massiccio di preamplificatore, amplificatore, effetti, come distorsore e compressore, produce un suono estremamente aggressivo, incisivo e sostenuto, ma, al contempo, piuttosto semplice.
Assoli e riff intricati e veloci costituiscono un aspetto prominente della musica metal. I chitarristi tendono a usare tecniche come lo sweep-picking e il tapping per ottenere fraseggi velocissimi, in alcuni casi fortemente debitori alla musica classica e in special modo a Paganini del quale ad esempio lo stesso Yngwie Malmsteen si è sempre dichiarato un grande estimatore, mentre in alcuni generi di metal estremo è di largo uso il tremolo picking.
In merito, invece, al volume come elemento essenziale dell'iconografia heavy metal, Ted Nugent affermò:
(Ted Nugent)
I cantanti heavy metal hanno diversi stili; da voci pulite su intervalli tonali medi a potentissimi acuti (fortemente influenzati dalla scuola dei Deep Purple), fino a profonde e ringhiose tonalità gutturali.
I generi black e death sono soprattutto noti, rispettivamente, per lo scream e per il growl (un esempio tipico sono i Cannibal Corpse). In questi casi può essere oggettivamente difficile capire cosa l'interprete stia cantando.
L'heavy metal, comunque, non è necessariamente limitato al formato standard basato su chitarre e batteria. Il trio di violoncelli finlandese Apocalyptica ha creato una nuova interpretazione del concetto di heavy metal, difficile da classificare ma vicina ai generi più "oscuri".
Il loro stile, che ha ricevuto sia consensi che critiche per la sua distanza dal metal puro, utilizza effetti piuttosto comuni come distorsori, chorus e flanger.
Inoltre, i tedeschi Van Canto sono considerati la prima band metal a cappella, e la loro formazione presenta cinque cantanti (di cui tre imitano regolarmente altri strumenti e due si occupano delle parti cantate vere e proprie) e un batterista.
Il gruppo americano Grand Funk Railroad è uno dei primi esempi di gruppi "proto-heavy metal" (insieme a The Who e altri) e ha stabilito nuovi standard per quanto concerne il volume del suono durante i concerti.
Benché l'utilizzo di un'amplificazione molto spinta sia talvolta visto come un'inutile stravaganza, l'approccio dei Grand Funk Railroad ha avuto una notevole influenza sul metal, e, ancora oggi, costituisce uno degli elementi caratterizzanti di questo genere musicale.
Fra gli esempi di band che si vantano della potenza in "watt" e dei loro sistemi di amplificazione, si possono citare i Motörhead e i Manowar (vedi il brano del 1984 dei Manowar, All Men Play On Ten, che si può tradurre come "tutti i veri uomini suonano al massimo").

## Tematiche

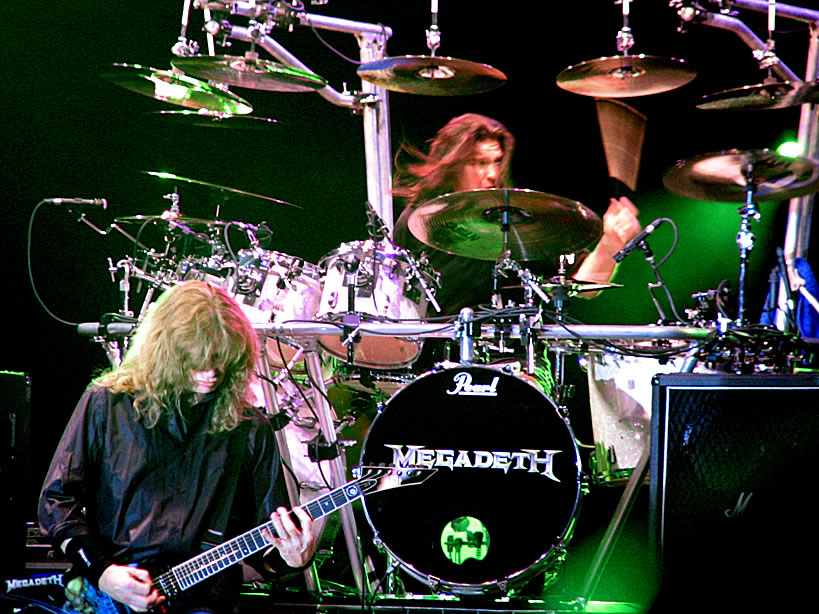
I Megadeth, gruppo thrash metal famoso per i suoi testi di protesta sociale

L'heavy metal, come forma d'arte, non è fatto di sola musica; gli aspetti visivi sono spesso altrettanto importanti come quelli sonori.
Se di un quadro si fa esperienza con la vista, e di una sinfonia con l'udito, nel caso delle band heavy metal l'immagine del gruppo, e i temi ricorrenti nella loro musica, sono rappresentati in forma "multimediale", oltre che dalla musica stessa, anche dalle copertine degli album, dalla scenografia e coreografia degli spettacoli, dai costumi di scena, dallo stile e dai contenuti dei testi.
All'heavy metal contribuiscono diverse tipologie di artisti, facendo di questo genere una forma d'arte complessa e non limitata a un unico canale di comunicazione.
Gli storici del rock hanno spesso osservato come il metal erediti da altri generi musicali lo stesso elemento di fuga dalla realtà, spesso caratterizzato da connotazioni molto differenti fra loro ma portatrici di una medesima astrattezza.
È quindi facile comprendere la grande differenza che le liriche heavy metal hanno con quelle degli altri generi musicali; un interessante parallelismo può essere fatto con il blues (solo per fare un esempio) che, invece di trattare tematiche attinenti al fantasy, all'esoterismo, alla tribalità.
Inoltre, il progenitore del metal, l'hard rock, tendenzialmente si opponeva alla cultura hippie "peace and love" degli anni sessanta, presentandosi come una forma di vera e propria controcultura; caratteristica ereditata, in buona parte, anche dal metal moderno.
La luce è sostituita dall'oscurità, l'ottimismo dal cinismo e dalla disperazione, in alcuni casi si arriva a trattare di satanismo (black metal) o talvolta, in contrapposizione a questa tendenza, di Cristianesimo (christian metal).

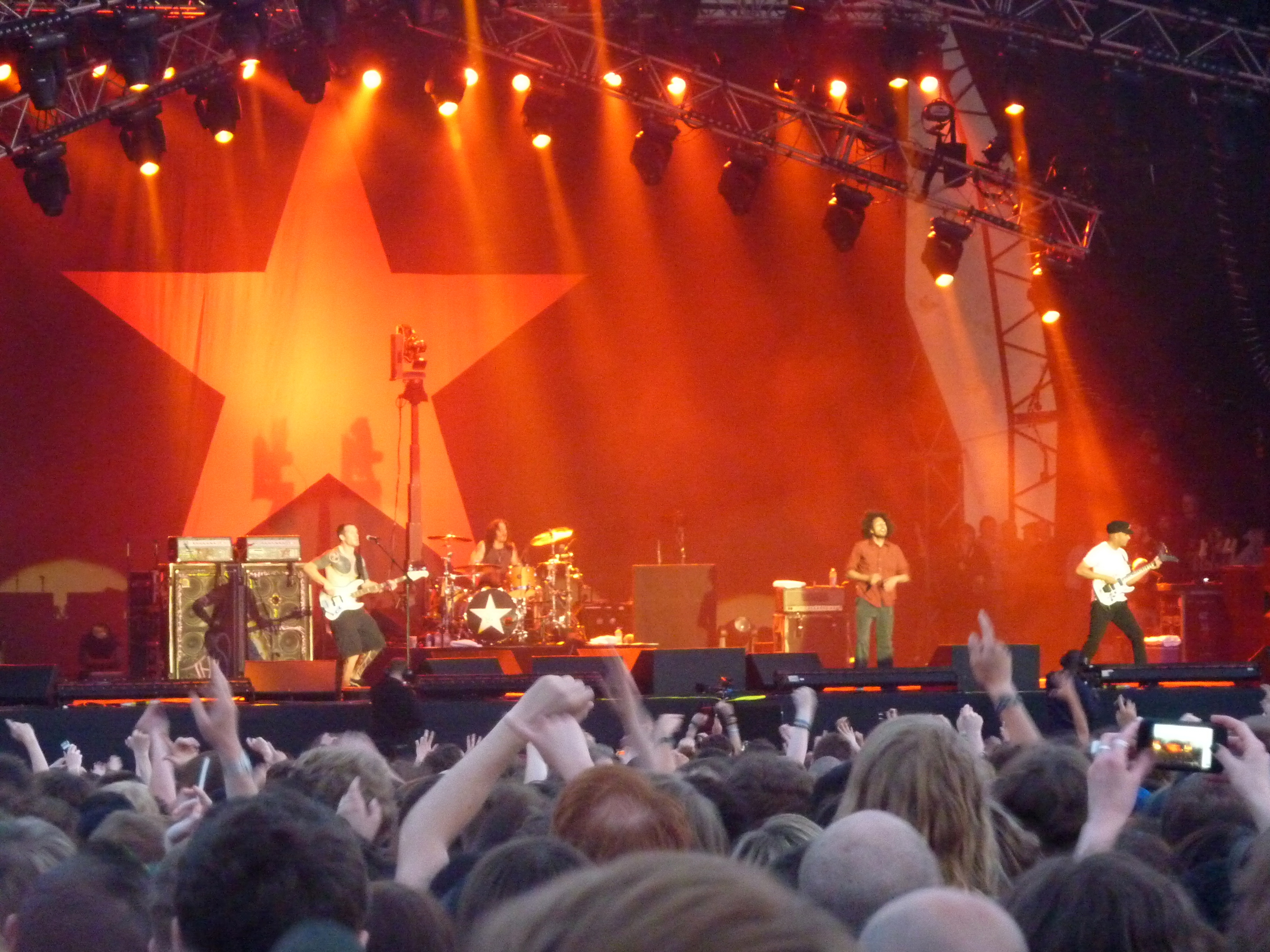
I Rage Against the Machine, gruppo rap metal anch'esso famoso per i suoi testi di protesta politica.

Le caratteristiche apertamente anticristiane e demoniache di alcune band appartenenti, per lo più, alla scena black metal e thrash metal (per esempio Mayhem e Slayer) hanno causato numerose critiche al metal in generale, più volte accusato di essere diseducativo, blasfemo, o addirittura semplicemente "malvagio"; per la maggior parte dei fan, però, l'immaginario del "male" non costituisce il messaggio dell'heavy metal. Il mostro Eddie delle copertine degli Iron Maiden, per esempio, è raffigurato con un linguaggio visivo che lo avvicina più ai fumetti o ai film horror che al simbolismo reale proprio, per esempio, dei riti satanici.
I temi dell'heavy metal sono tipicamente più angoscianti di quelli della musica pop degli anni cinquanta, sessanta o settanta.
Per alcuni questo genere di critica ad aspetti della cultura dominante dei nostri tempi rimane, di norma, ad un livello piuttosto semplicistico, poiché il vocabolario fantastico ed epico della poetica heavy metal, capace soprattutto di rappresentare nette dicotomie fra luce e oscurità, bene e male, speranza e disperazione, non offrono molti spunti per analizzare le sfumature; per altri nasce da un bisogno generazionale di comprensione, più chiara di una realtà generale sempre più complessa che, in molti casi, viene alterata da alcune forze politico/economiche, ingannando la gente sulle reali intenzioni di una classe dominante sempre più forte e distante dagli interessi del popolo.
Il glam metal costituisce un caso particolare, poiché il tema dell'amore, che appare in modo occasionale in quasi tutto il metal, risulta predominante. Si può sostenere che questo genere costituisca il punto di arrivo del movimento del glam rock anni settanta; infatti le analogie sono molte e includono la cura dell'aspetto fisico, i costumi di scena e altri elementi del genere di origine.
Il glam rock, oltretutto, utilizzava principalmente temi e immagini legati alla sessualità, caratteristiche poi tramandate anche al suo discendente.
In definitiva, l'heavy metal "puro" si posiziona sempre ai confini della cultura pop, mai al centro, e lo spostamento verso il centro del glam metal, secondo i critici, si deve considerare come una mossa eseguita per fini commerciali. Tale scelta, però, ebbe conseguenze negative sull'integrità artistica dei gruppi che scelsero questa strada e, di conseguenza, sulla credibilità del loro messaggio complessivo.

### Impatto culturale

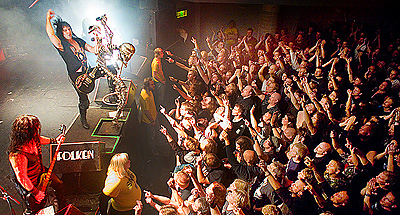
Gli W.A.S.P., una delle band maggiormente prese di mira dal P.M.R.C.

I rumorosi e rissosi aspetti dell'heavy metal hanno portato in molte nazioni a periodi di frizione fra i fan e la parte della società che appartiene alla corrente di pensiero preponderante in questo tempo. A causa della visione edonistica promossa in generale da questo genere e dei suoi occasionali sentimenti antireligiosi o addirittura di aperti attacchi a una morale cristiana e cattolica la cultura dell'heavy metal è stata spesso calunniata e condannata pubblicamente (spesso tacciata di traviare i giovani) e nei paesi islamici ove vige una "teocrazia" è stata fatta oggetto di bando, in tutte le sue forme (seguire la moda dell'heavy metal può essere motivo d'arresto).
Agli inizi degli anni ottanta nacque negli Stati Uniti la P.M.R.C.(Parents Music Resource Center), un'associazione specializzata nel controllare e, spesso, censurare prodotti di musicisti, non solo heavy metal, che si ritenevano diseducativi ed osceni. L'associazione ha avuto molti scontri con vari artisti (in particolare con Black Sabbath, W.A.S.P., Ozzy Osbourne, Twisted Sister, Judas Priest) accusandoli di essere un cattivo esempio per la gioventù.
Generalmente la musica e i testi dell'heavy metal esplorano tematiche di disagio, amore, odio, conflitto, disperazione, solitudine, guerra, morte, aggressione ed estrema violenza. Alcuni gruppi heavy metal sono stati etichettati come omofobi.
Secondo alcuni critici del movimento, la base da cui proviene la maggior parte dei fan è la fascia dei giovani maschi bianchi, molti dei quali attratti dai testi chiaramente anti-sociali delle canzoni heavy metal e dal loro tempo, potenza e volume.
Di qui lo stereotipo dell'adolescente metallaro che vuol manifestare il suo bisogno di ribellione ascoltando musica appositamente alta e morbosa. In tempi anche abbastanza recenti questa immagine è stata sottolineata nell'immaginario comune grazie a spettacoli televisivi o film come "Beavis & Butthead" e "Airheads".
L'heavy metal a causa dei suoi eccessi anche stilistici (vedi il caso glam metal che ha una delle sue migliori esemplificazioni nel look dei Kiss degli anni settanta) è stato spesso parodiato o comunque irriso.

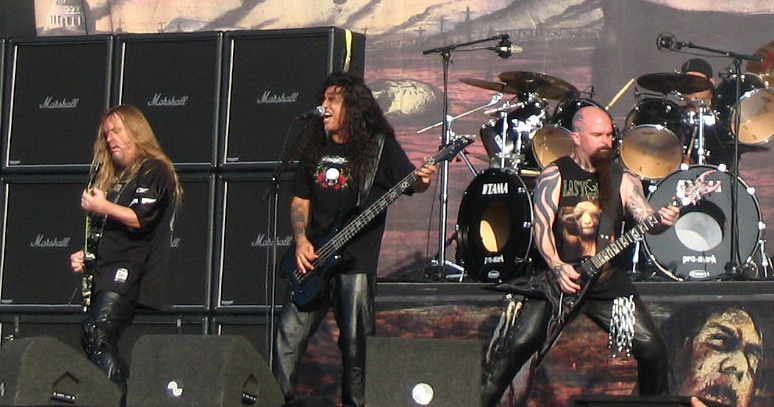
Gli Slayer, fondamentali per l'origine del metal estremo ma anche contestati per il contenuto dei loro brani.

Durante i tardi anni settanta e i primi anni ottanta, i rapporti con temi dell'occulto e del demonismo portati avanti da artisti come Ozzy Osbourne hanno portato all'accusa di influenze sataniche da parte di molte chiese cristiane e di moltissime televisioni, tanto in Europa quanto negli USA. Molti giornali e opinionisti trattarono questo tema, formando l'opinione comune che gli album heavy metal contenessero messaggi nascosti che spingevano chi li ascoltava ad adorare il Diavolo o a suicidarsi (vedi Judas Priest e messaggio subliminale) o addirittura influenzassero i giovani nel compiere atti sanguinari (gli Slayer sono, spesso, contestati per questo). Negli anni 2000, dopo i frequenti crimini compiuti della setta delle Bestie di Satana tale dibattito si è fatto ancora più acceso. La setta, operante in Lombardia, era molto legata alla musica metal: i casi di violenze portarono così giornalisti e mass media a ricercare nelle tematiche affrontate dai gruppi metal l'incitamento all'omicidio.

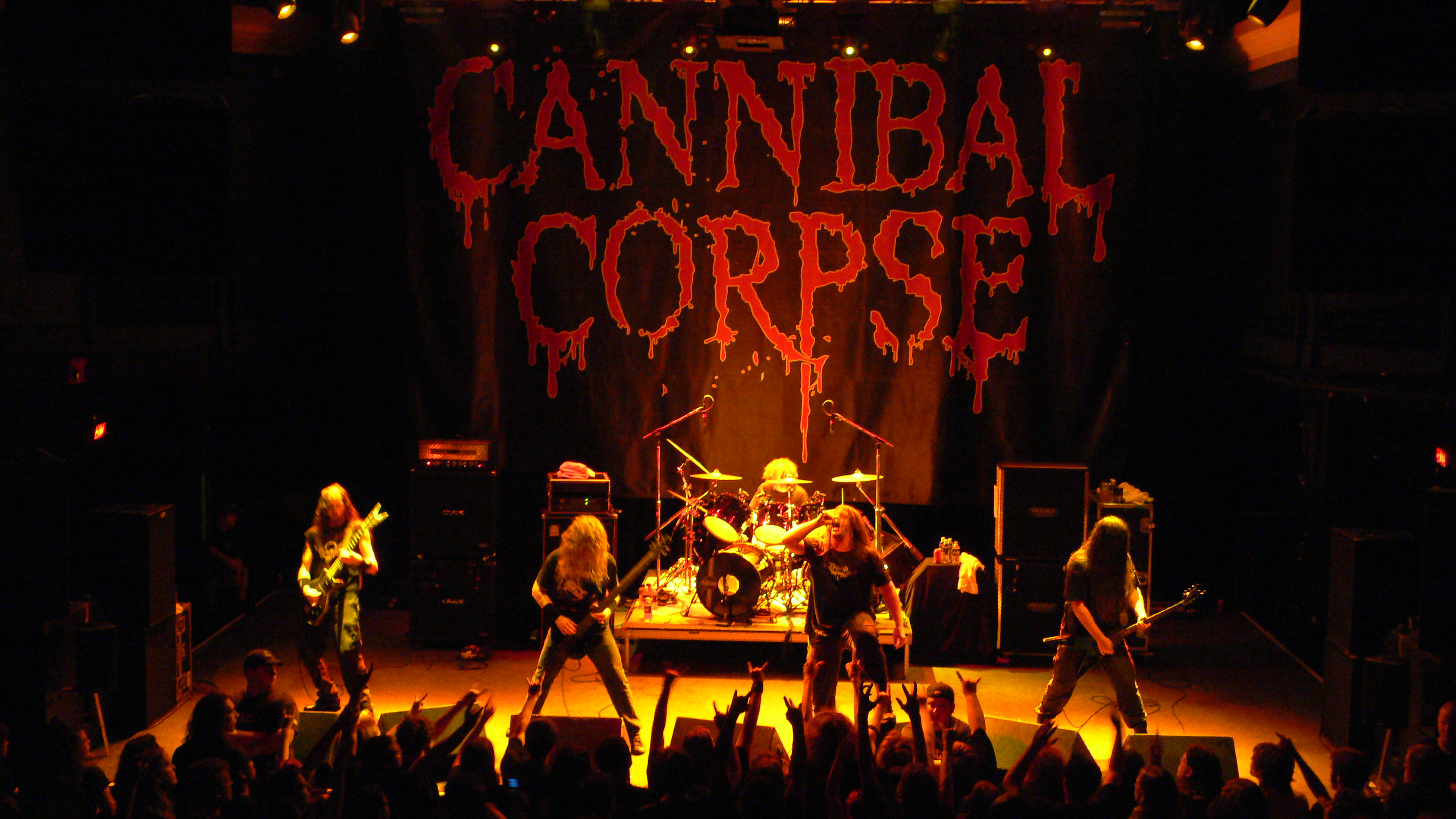
I Cannibal Corpse, da sempre criticati per i loro testi che parlano di assassinio, necrofilia, pedofilia, stupro, tortura, sevizie e morte.

Sicuro è che fin dagli albori, alcuni sottogeneri del metal (quali thrash metal, death metal e black metal) sono stati un genere fortemente legato alla sfera dell'occulto, del satanico e dell'anticristiano; basti pensare a gruppi come Venom, Slayer, Destruction, ecc.
Altro aspetto fondamentale nell'impatto collettivo, che riguarda specialmente il genere meno compromesso del metal di oggi, ovvero il black metal, è quello politico. Talvolta le band metal sono state accusate di farsi portatrici di ideologie di estrema destra. Nell'ambito del black metal esiste un ridotto numero di gruppi che dichiarano esplicitamente posizioni politiche radicali, reinterpretando il messaggio anticristiano del metal in chiave antisemita; ne sono esempio musicisti come Burzum (anche se quest'ultimo non ha mai affrontato temi politici nei testi delle proprie canzoni), Nokturnal Mortum, Graveland, facenti parte del sottogenere National socialist black metal.
Un altro esempio è l'Inner Circle, una presunta organizzazione criminale che diffuse il terrore nella scandinavia (soprattutto in Norvegia), rendendosi colpevole di omicidi, roghi di chiese e minacce di morte, composta da fanatici e addirittura componenti di band Black metal. Ad ogni modo vari musicisti (sia ritenuti esponenti dell'inner circle, come Varg Vikernes, che non) hanno negato l'esistenza della setta, affermando che i gesti criminali ad essa connessi fossero in realtà casi isolati.
Tuttora molte copertine degli album dei Cannibal Corpse e di altri gruppi estremi sono vietate in molti paesi del mondo, in India è stata vietata la commercializzazione del terzultimo album degli Slayer, Christ Illusion (Illusione di Cristo) e la copertina di God Hates Us All (Dio ci odia tutti) è stata in alcuni paesi censurata. I Metallica sono tuttora vietati in Giordania per vilipendio alla religione, anche se molti fan, potendo dimostrare che la band non ha alcun elemento "anti-religioso" o satanico, sono assolutamente contrari a tale censura.
È da sottolineare, in ogni caso, l'esistenza di un'intera sotto area tematica interna all'heavy metal, ossia quella del Christian metal (o white metal), che tratta di argomenti inerenti alla religione e la cristianità e si contrappone nettamente (ad esempio con l'unblack metal) alle band di stampo satanista ed anticlericalista. Tra gli esponenti di questo genere possono annoverarsi gli Stryper.
Anche le accuse di sostenere posizioni politiche di estrema destra sono in genere respinte dagli artisti. Ad esempio, Lemmy Kilmister, noto collezionista di reperti di epoca nazista (che lo portarono anche ad essere indagato al riguardo) ha sempre dichiarato di essere interessato al nazismo come fenomeno storico-estetico, senza per questo condividerne le idee ("colleziono solo le cose, non le idee"). Anche gli Slayer si sono spesso difesi dalle accuse, definendole ridicole ("ci puoi fare un film sopra e vincere l'oscar, ma quando ne scrive una band diventano all'improvviso tutti simpatizzanti per il nazismo. Ho sempre pensato che sia totalmente ridicolo").
Numerose sono le discussioni al riguardo da parte dei gruppi folk-metal, spesso accusati di possedere un'estetica modellata su idee conservatrici e radicali. Ville Sorvali dei Moonsorrow ha più volte toccato il tema, affermando: "sembra che il più grande problema sia che usiamo antichi simboli scandinavi, come la S nel logo dei Moonsorrow e la T nel logo dei Tyr. Il problema è che queste lettere sono parte dell'alfabeto runico da millenni e solo recentemente sono collegati al nazismo.". Gli Skyforger hanno aggiunto nel retro dei loro album la scritta "No Nazi Stuff Here!".
Infine, riguardo al tema dell'omofobia, si può citare Rob Halford (uno dei personaggi fondamentali per lo sviluppo dell'estetica del genere), dichiaratamente omosessuale, che in un'intervista ha affermato: "Ci sono settori nella musica che sono più compassionevoli, più 
tolleranti, più aperti, più accoglienti e più coscienti. Credo di aver 
contribuito a smontare l'immagine che i gruppi heavy metal non abbiano 
queste doti".
In generale le critiche da parte di studiosi progressisti non sono dovute tanto a dichiarazioni esplicite da parte delle band, ma all'estetica che esse portano avanti. Nel caso del folk metal, ad esempio, l'esaltazione di culture locali e la nostalgia per epoche storiche passate viene letto come aderenza ad una determinata lettura politica della realtà, connessa ad aspetti come l'esaltazione della purezza razziale o addirittura il sessismo, di fatto assenti nella stragrande maggioranza dei testi di genere.
Secondo uno studio del Wall Street Journal, l'heavy metal è il genere più diffuso a livello trans-nazionale: numerosissime sono le band provenienti da paesi in via di sviluppo o addirittura facenti parte del cosiddetto "terzo mondo", come la Cina, L'indonesia e il Botswana. Spesso la musica si colora di aspetti legati alla cultura nazionale in modo spontaneo, non legato a tattiche di esportazione commerciale. In alcuni casi la musica metal è diventata strumento politico o di difesa di culture locali: i Taiwanesi Chthonic sono impegnati politicamente nella causa dell'autonomia dalla Cina; il leader Freddy Lim è anche il fondatore del Partito del Nuovo Potere Taiwanese, presidente della divisione locale di Amnesty International ed attivista politico. Gli Israeliani Orphaned land (notissimi anche in occidente) si esprimono a favore della pace fra Israele e Palestina, suonando fra l'altro insieme a band palestinesi come i Khalas. Nel 2011 la ballerina libanese Johanna Fakhry, che si esibiva con loro, ha subito minacce di morte per aver sollevato assieme le bandiere libanese ed israeliana sul palco.
Alcuni dei fattori che hanno permesso all'heavy metal una simile diffusione trasversale sono la sua natura "underground" unita alla fortissima coesione della comunità di appassionati e l'atmosfera ribelle che lo circonda. Il Wall Street Journal ha definito l’heavy metal "l’improbabile colonna sonora della globalizzazione".

## Influenze classiche

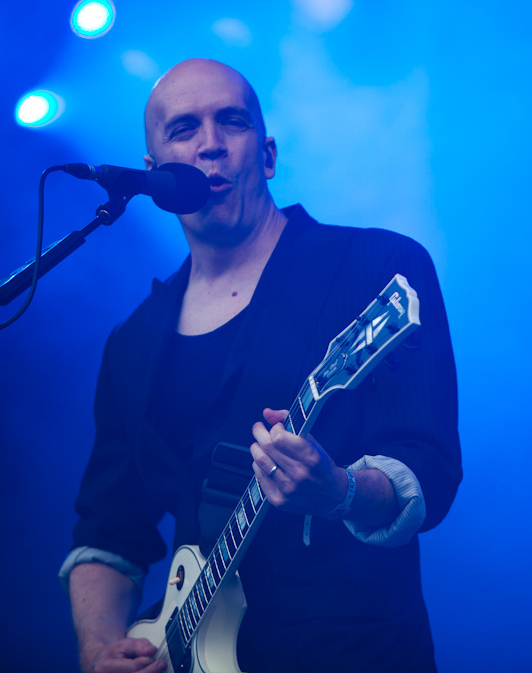
Devin Townsend, cantante degli Strapping Young Lad, conosciuto principalmente per il suo progetto Devin Townsend Project.

Fra gli autori di musica classica che hanno influenzato l'heavy metal è più facile citare Bach, Paganini e Wagner ma anche Mozart o Liszt. Wagner in particolar modo è oggetto di continui omaggi da parte delle band (i Manowar sono giunti addirittura definirlo il massimo ispiratore della musica metal).
Riferimenti alla musica classica appaiono già evidenti nell'hard rock degli anni settanta (per esempio nei fraseggi e nelle scale di Ritchie Blackmore, chitarrista dei Deep Purple e dei Rainbow e nei virtuosismi di Uli Jon Roth, chitarrista degli Scorpions), ma da Eruption di Van Halen in poi, gli artisti metal hanno preso a modello soprattutto gli autori del primo ottocento, in cui è facile identificare momenti significativi dal punto di vista del virtuosismo tecnico e della velocità di esecuzione. Ricordiamo le cavalcate inventate da Bach con il suo clavicembalo, molto simili agli assoli di chitarra elettrica metal, accompagnati da un'incessante e velocissima batteria ritmata che ne ha facilitato la nascita e la crescita.
La musica barocca viene spesso reinterpretata in chiave gotica. Nel brano Mr. Crowley di Ozzy Osbourne e Randy Rhoads del 1981, per esempio, organo a canne e melodie barocche alla chitarra fanno da sfondo alla storia del leggendario occultista Aleister Crowley. Come molti chitarristi metal degli anni ottanta, Rhoads si dedicò con impegno allo studio della teoria musicale; atteggiamento che, per la sua diffusione, contribuì a rafforzare l'industria delle riviste di didattica per la chitarra. Nella maggior parte dei casi, tuttavia, i musicisti metal prendevano in prestito la tecnica e la retorica della musica classica senza cercare di "essere" musicisti classici (persino nella musica di Yngwie Malmsteen gli elementi "classicheggianti" come la scala minore armonica hanno lo scopo di "ricordare" la musica classica ma non sono mai usate in modo "propriamente" classico).
Poiché l'heavy metal utilizza temi apocalittici ed immagini di potere ed oscurità, risulta fondamentale utilizzare temi musicali appropriati per comunicare questo tipo di concetti, facilitati da un impatto classicheggiante e spesso servendosi di intere orchestre sinfoniche. Uno dei primi esempi eccellenti fu l'album Powerslave degli Iron Maiden. La copertina rappresenta una particolare piramide egizia, e molti dei brani trattano temi legati alla vita e alla morte utilizzando anche metafore esotiche e mistiche (cadrò nell'abisso, nell'occhio di Horus). La musica accompagna questo genere di immagini e liriche con armonie e melodie che tutto sommato devono pochissimo ai canoni del blues e del rock (da cui invece vengono tratte le sonorità) e che non possono che connotarsi come un'opera di contaminazione ad ampio spettro che abbraccia sia il barocco che elementi stereotipali, per esempio, della musica araba ed orientale.
A partire dall'inizio degli anni novanta il metal, specialmente quello europeo, si è spostato in questa direzione, utilizzando, appunto, anche strumenti sinfonici. Successivamente ci furono molte altre band; in seguito altre sperimentazioni sono sfociate in vere e proprie metal opera come Avantasia (di Tobias Sammet, cantante degli Edguy) ed Aina, che propone, però, un'ampia gamma di sound e di influenze, che vanno dalla musica classica, appunto, alla musica soul arrivando anche ad utilizzare melodie medio orientali.

## Sottogeneri

### Sottogeneri e stili correlati

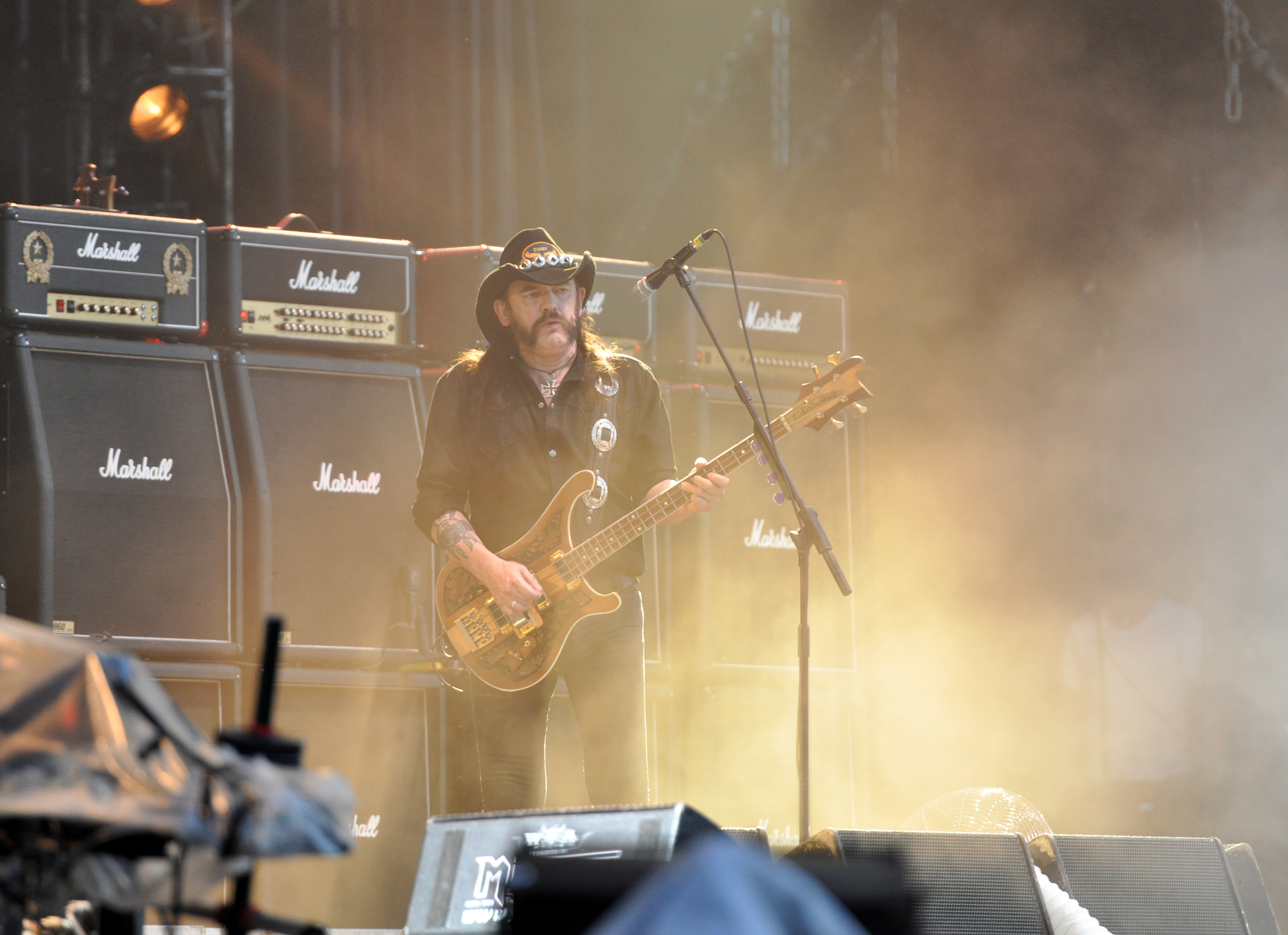
I Motörhead, uno dei gruppi più acclamati della scena heavy metal.

Non è semplice suddividere il metal in categorie ben definite. Per heavy metal si intende spesso il progenitore della "famiglia dei metal", la quale include diversi sottogeneri come black metal, death metal, power metal, thrash metal e così via. Creare una precisa classificazione è difficile anche a causa dei diversi modi in cui il metal può essere contaminato con elementi di altre tradizioni musicali.
Il glam rock, un fenomeno degli anni settanta, può essere considerato come un'esplorazione dei confini estremi del lato fantastico dell'heavy metal. T-Rex, David Bowie, Sweet, Kiss e Alice Cooper sono esempi molto noti di questo sottogenere (gli ultimi due riconosciuti negli anni ottanta anche come esponenti del hair metal).
Il punk rock si può avvicinare all'heavy metal, ma nonostante queste due correnti abbiano un'origine comune, non si possono definire due generi musicali simili. Fra le band che hanno contribuito a definire il punk rock vanno citati i Ramones, i New York Dolls, gli Stooges, i Velvet Underground, e i Sex Pistols. Alcuni fan del punk divennero poi decisamente ostili all'atteggiamento tipico delle band di heavy metal degli anni settanta, percepito come troppo pomposo.
Nonostante ciò, verso i primi anni ottanta, si sviluppò un genere nato dalla fusione dei due generi, lo speed/thrash metal, che fondeva, più precisamente, le correnti più estreme del punk con il metal dell'epoca, ovvero hardcore punk ed heavy metal.
L'heavy metal ha avuto anche un'importante influenza sul grunge che, come il punk, era in parte una reazione alla natura di gran parte della musica rock percepita come superficiale e corporativa.
Negli ultimi anni, sulla scia degli Iron Maiden, molti gruppi tedeschi come gli Helloween danno vita al cosiddetto power metal, nel quale chitarre basso e batteria assumono ritmiche ancor più veloci e le scale utilizzate sono tendenzialmente più alte, caratteristica che si ritrova anche nella voce del cantante.
Altri gruppi che hanno caratterizzato la scena metal dagli anni ottanta ad oggi (spesso anche criticati dai puristi dell'heavy metal, per aver "venduto" e reso il metal un fenomeno commerciale) sono ad esempio Manowar, Hammerfall, Blind Guardian, Stratovarius.
Alla metà degli anni ottanta, l'uso corretto dell'espressione heavy metal diviene oggetto di discussione a causa del proliferare di generi fortemente innovativi o "devianti" rispetto al filone tracciato dai gruppi fondatori del genere. Nuove sottoclassificazioni, spesso contraddittorie, vengono create dai fan, dalle compagnie discografiche e dalle riviste. I sottogeneri più chiaramente delineati sono:

### Sottogeneri principali

#### Thrash metal

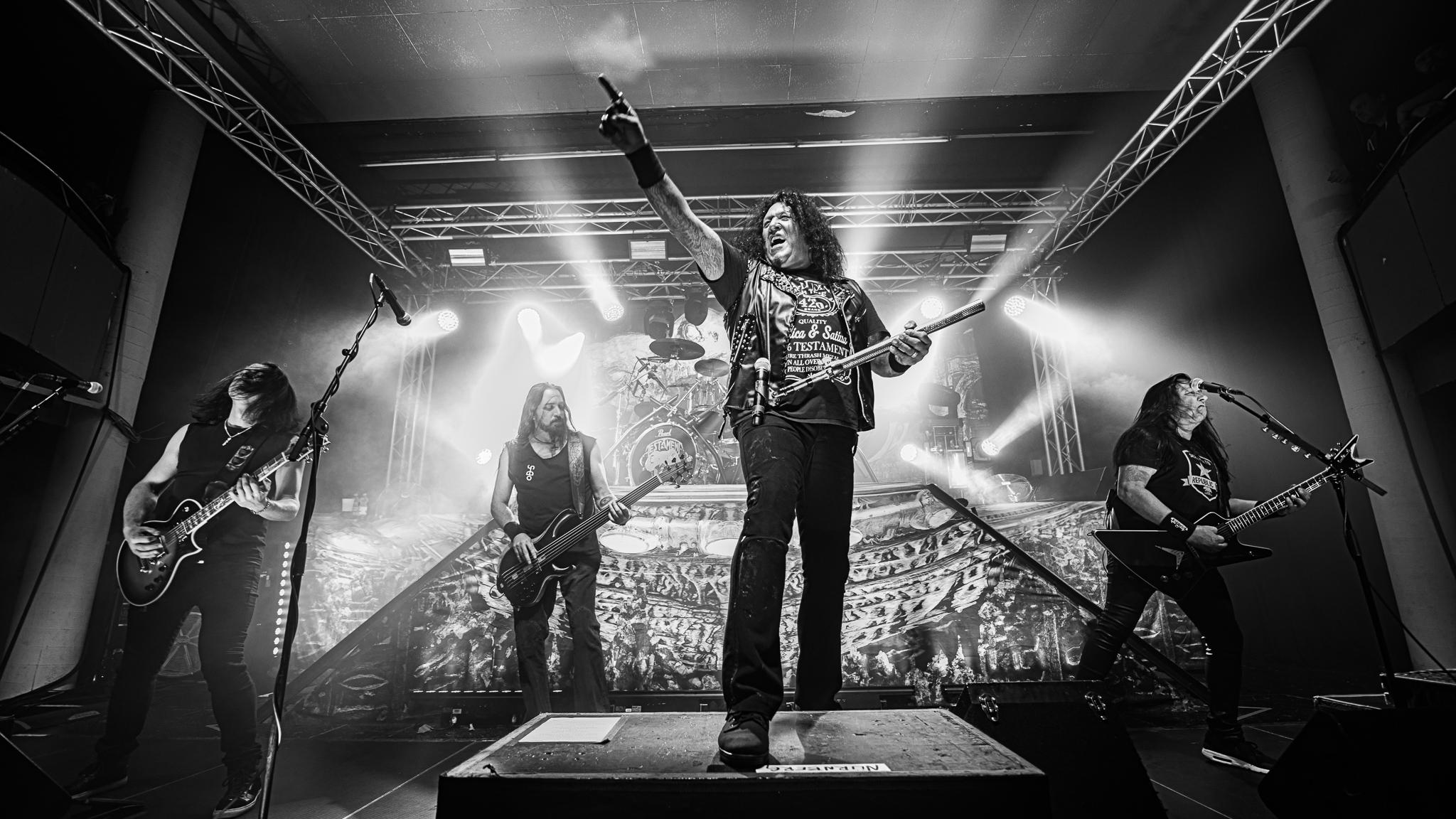
I Testament

Il thrash metal, una delle prime evoluzioni dell'heavy metal e prima forma di metal estremo (di cui costituisce il genere principale assieme a death, doom e black metal), è il punto di contatto fra l'heavy metal classico e l'hardcore punk. Il genere nacque negli Stati Uniti nei primi anni ottanta grazie a Metallica, Megadeth, Slayer e Anthrax, definiti dalla stampa The Big Four of Thrash. Con il thrash si osserva il primo inasprimento delle sonorità heavy metal, ottenute attraverso riff di chitarra veloci e fortemente ritmati, con un importante ruolo della batteria tramite un uso molto avvertibile di doppia cassa. Le tematiche del genere sono delle più svariate: alcuni gruppi trattano la guerra (Megadeth, Metallica, Pantera), altri satanismo e splatter (Slayer, Sodom, Kreator, Necrodeath) ma anche argomenti delicati ed attuali, come l'impegno sociale (Sepultura) e i problemi esistenziali della società odierna (Dark Angel).
Oltre a quelli menzionati, fra gli artisti chiave del thrash metal si devono inoltre citare i Testament, gli Exodus, gli Overkill, i Kreator, i Death Angel, i Destruction, i Forbidden, i Metal Church, i Vendetta e gli Exciter (questi ultimi sono anch'essi considerati i primi fautori del genere, nascendo intorno allo stesso periodo dei capofila del genere, ma non guadagnando la loro stessa popolarità).
Una variante del thrash tradizionale è quella del progressive thrash metal, comprendente formazioni come Annihilator, Voivod, Dark Angel, Toxik, Coroner, Artillery e Invocator.

#### Black metal

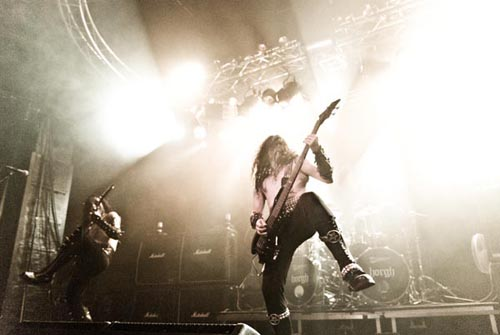
Gli Immortal, uno dei più noti gruppi black metal.

Assieme al death metal, al thrash metal e al doom metal, rientra nella categoria più oltranzista del genere, il metal estremo. Tra i padri indiscussi del genere vi sono i Venom con l'esordio Welcome to Hell e ancor di più con il seguente Black Metal (da cui trae origine il nome), senza escludere l'importante contributo di Bathory (considerati la prima vera band del genere), Hellhammer, Celtic Frost, e Mercyful Fate. Anche se musicalmente più inquadrabili nel metal tradizionale (eccetto i Bathory), questi gruppi sono anche classificati da vari critici (perlopiù anglosassoni) come i primi gruppi del genere.
Dal punto di vista ideologico, il black metal è molto noto per l'ostentazione del culto satanista e la forte avversione nei confronti del Cristianesimo. Il black metal è caratterizzato dall'utilizzo di un cantato in scream più "rauco", dall'uso larghissimo di doppia cassa e blast beat, dal ruolo subordinato del basso, dalla forte distorsione delle chitarre e dall'uso di riff particolari rispetto alla tecnica tradizionale dell'heavy metal.
Tra i gruppi black più noti sono da ricordare Mayhem, Marduk, Darkthrone, Gorgoroth, Immortal, Satyricon, Emperor, Carpathian Forest, Dark Funeral e Burzum.
Da menzionare inoltre la frangia symphonic black metal a cui appartengono formazioni come Dimmu Borgir, Emperor, Limbonic Art, Cradle of Filth e Theatres des Vampires, che hanno testi che riguardano temi diversi.

#### Death metal

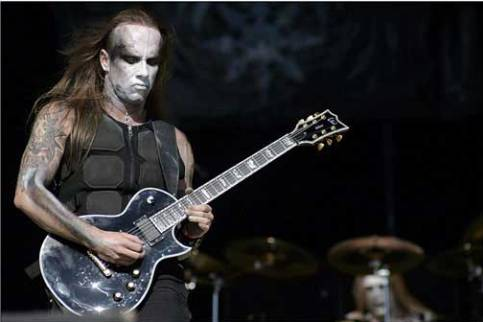
Nergal in concerto con i Behemoth.

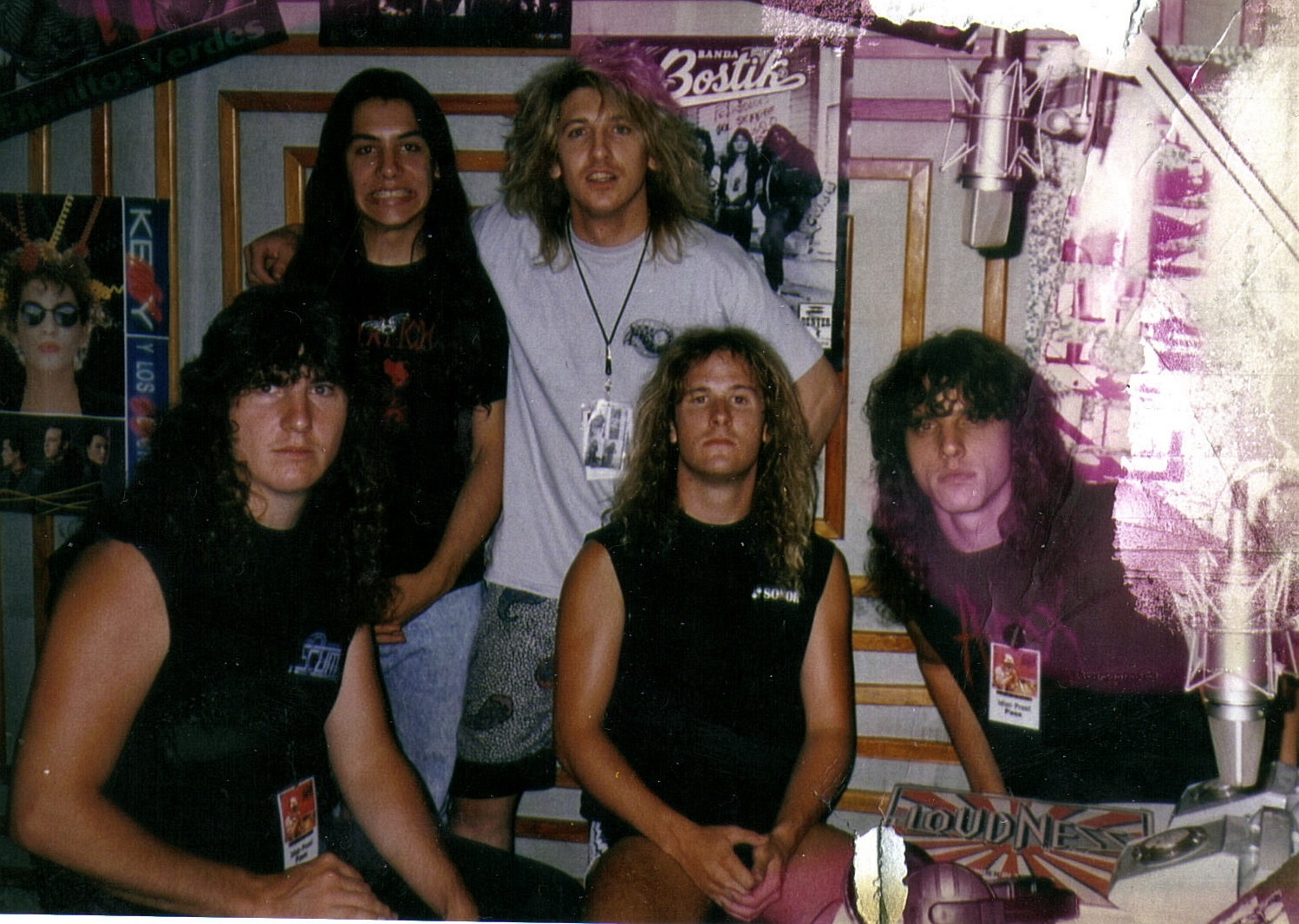
I Death

Nato a metà anni ottanta, è un altro genere rientrante nel metal estremo. Rappresenta un'evoluzione del thrash metal, che lega la velocità di quest'ultimo con una maggiore violenza e distorsione, data, fra le altre cose, anche dalle tematiche più legate alla morte, al suicidio e al dolore. Fondamentali iniziatori del genere sono gli Slayer con Hell Awaits e ancor di più con il successivo Reign in Blood, dischi che crearono gli standard stilistici del death metal. Molto importanti sono stati anche i Possessed con l'album Seven Churches, dove comparve una forma grezza di growl che sarà un elemento necessario del genere. Oltre al growl, alcuni gruppi alternano esso con linee vocali scream o, in rari casi, clean (voce pulita).
I rappresentanti più noti provenienti dagli Stati Uniti sono gruppi come Death, Morbid Angel, Obituary e Deicide, mentre dall'Europa Entombed, Dismember, Unleashed, Vader e Hypocrisy. Un'ulteriore estremizzazione è data dal brutal death metal, che vanta tra i maggiori esponenti formazioni come Cannibal Corpse, Cryptopsy, Suffocation, Nile, Deeds of Flesh, Necrophagist. Un filone molto sviluppato nei paesi scandinavi è il death metal melodico, che ha come massimi esponenti Amorphis, In Flames (anche se in seguito diversificarono il loro genere), Dark Tranquillity, Soilwork, At the Gates, Children of Bodom e Arch Enemy. Un'altra variante è rappresentata dal progressive death metal, la cui nascita è attribuita agli statunitensi Death. Band da menzionare sono, comunque Atheist, Pestilence, Nocturnus, Cynic, Immolation ed Opeth.

#### Doom metal

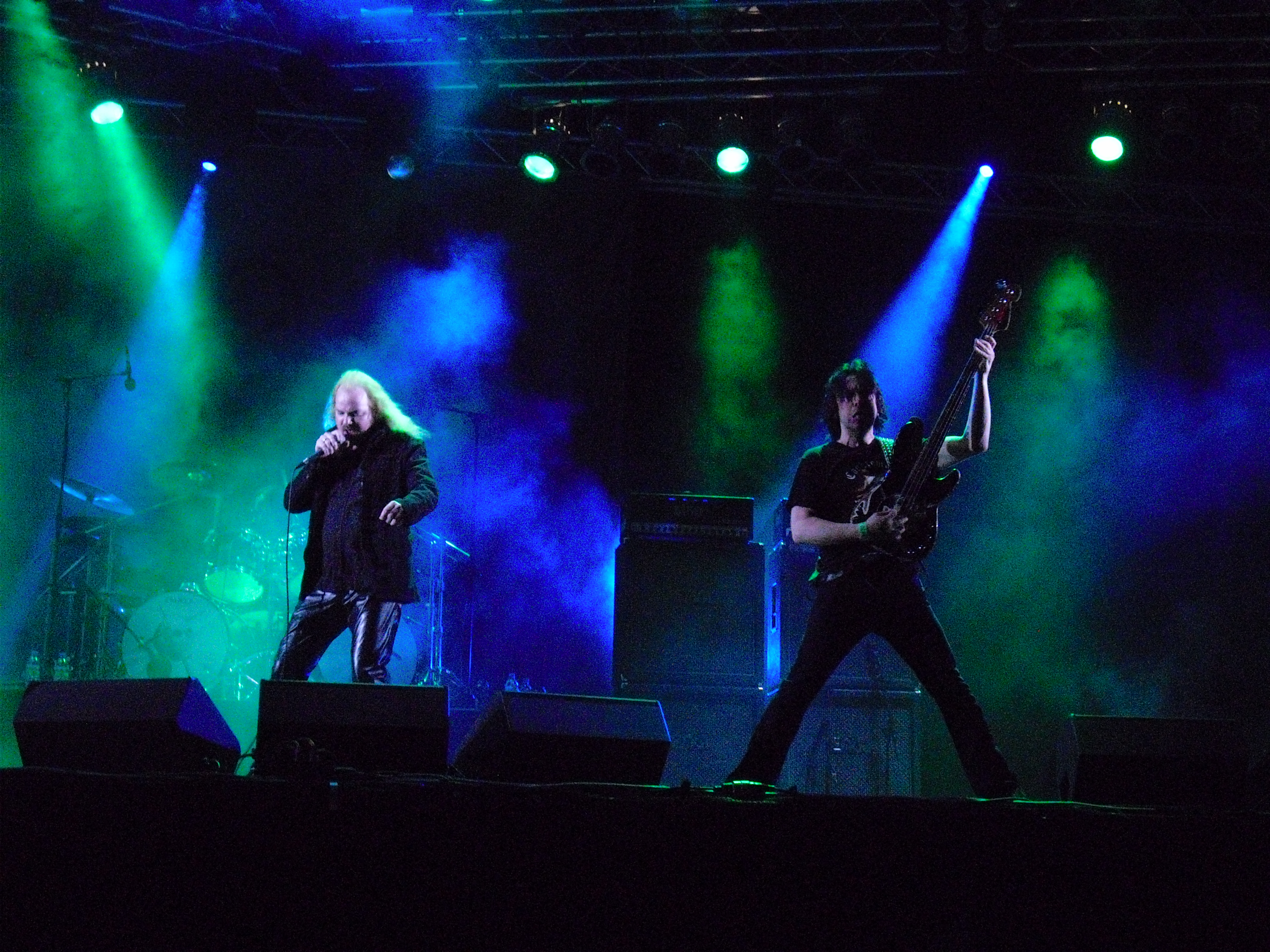
I Candlemass durante un concerto.

È il genere più cupo della storia dell'heavy metal, di cui sono considerati precursori anche gli stessi Black Sabbath. Il tipico sound doom metal è caratterizzato da linee di batteria molto lente, cadenzate e sinistre; l'uso della doppia cassa si riduce al minimo e le ritmiche chitarristiche presentano un suono molto oscuro. Grande importanza, per lo sviluppo del genere, hanno rivestito le tastiere, che contribuirono a sprigionare atmosfere sulfuree e d'effetto, il tutto condito da testi che trattano spesso il tema dell'occulto, della sofferenza, dell'odio o del satanismo. Tra i maggiori esponenti di questo genere musicale si possono annoverare: i Paradise Lost, gli Anathema e i My Dying Bride che sono considerati una sorta di "magico trio" che ha contribuito a rendere famoso il doom a livello internazionale; oltre a Moonspell, Electric Wizard, Type O Negative, Tiamat, Candlemass, Cathedral, Pentagram.
Dal doom è scaturito il gothic metal, molte volte descritto come sottogenere più che genere vero e proprio, infatti sono pochissime le band che si possono definire solo gothic metal (una su tutte i Nightwish) mentre sono numerosissime quelle che hanno influenze gothic, per il quale la musica dei Paradise Lost è considerata il punto di partenza. Note formazioni di questo raggruppamento sono i Lacrimosa, i Flowing Tears, i The Gathering, in parte i Katatonia e gli italiani Lacuna Coil, Novembre e Thunderstorm. Corrente estrema del genere è rappresentata dal funeral doom metal che presenta atmosfere estremamente lugubri, ritmiche lentissime ed un cantato oscillante fra angeliche voci femminile e lamenti trascinati su tonalità estremamente basse. Fra i maggiori esponenti possiamo citare Skepticism, Shape of Despair, Officium Triste e Funeral.

#### Epic metal

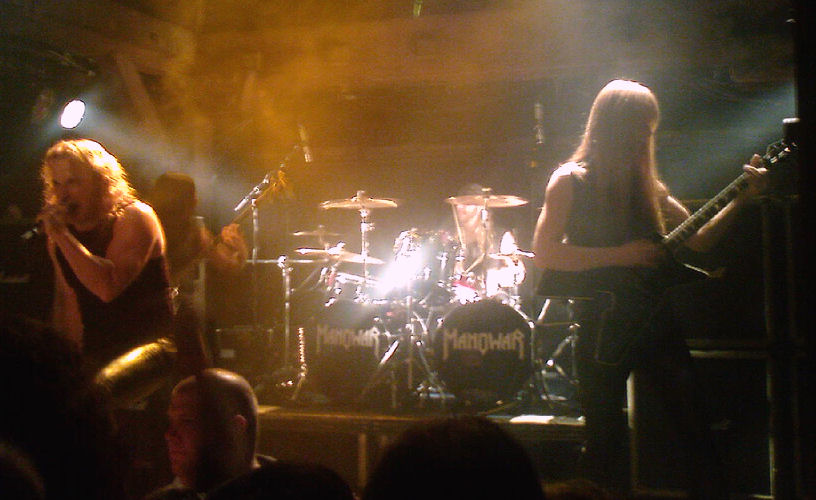
I Manowar in concerto.

L'epic metal è un genere di diretta derivazione heavy metal, anche se incorpora nel sound svariate altre influenze. Può utilizzare ritmiche accelerate in stile thrash metal, restare legato agli stilemi della NWOBHM e del metal classico o "tornare alle origini" con delle influenze anni settanta.
L'epic metal vanta come principali artisti gruppi come i Manilla Road, i Virgin Steele, i Manowar, gli Omen e i Cirith Ungol, oltre agli italiani Holy Martyr, Adramelch, Wotan e Dark Quarterer. I Manowar, nati agli inizi degli anni ottanta e veri fondatori del genere grazie all'album Into Glory Ride del 1983, possiedono anche il primato di band più rumorosa della storia, essendo riusciti a toccare quota 129 decibel, più di un aereo a reazione.
Principali temi trattati nelle liriche epic sono la battaglia, la guerra, l'onore ed il coraggio del guerriero. Sono molto frequenti anche testi di stampo fantasy oppure basati sull'esaltazione dei propri antenati, così come sono numerosissimi i richiami alla letteratura horror e gotica.

#### Hair metal

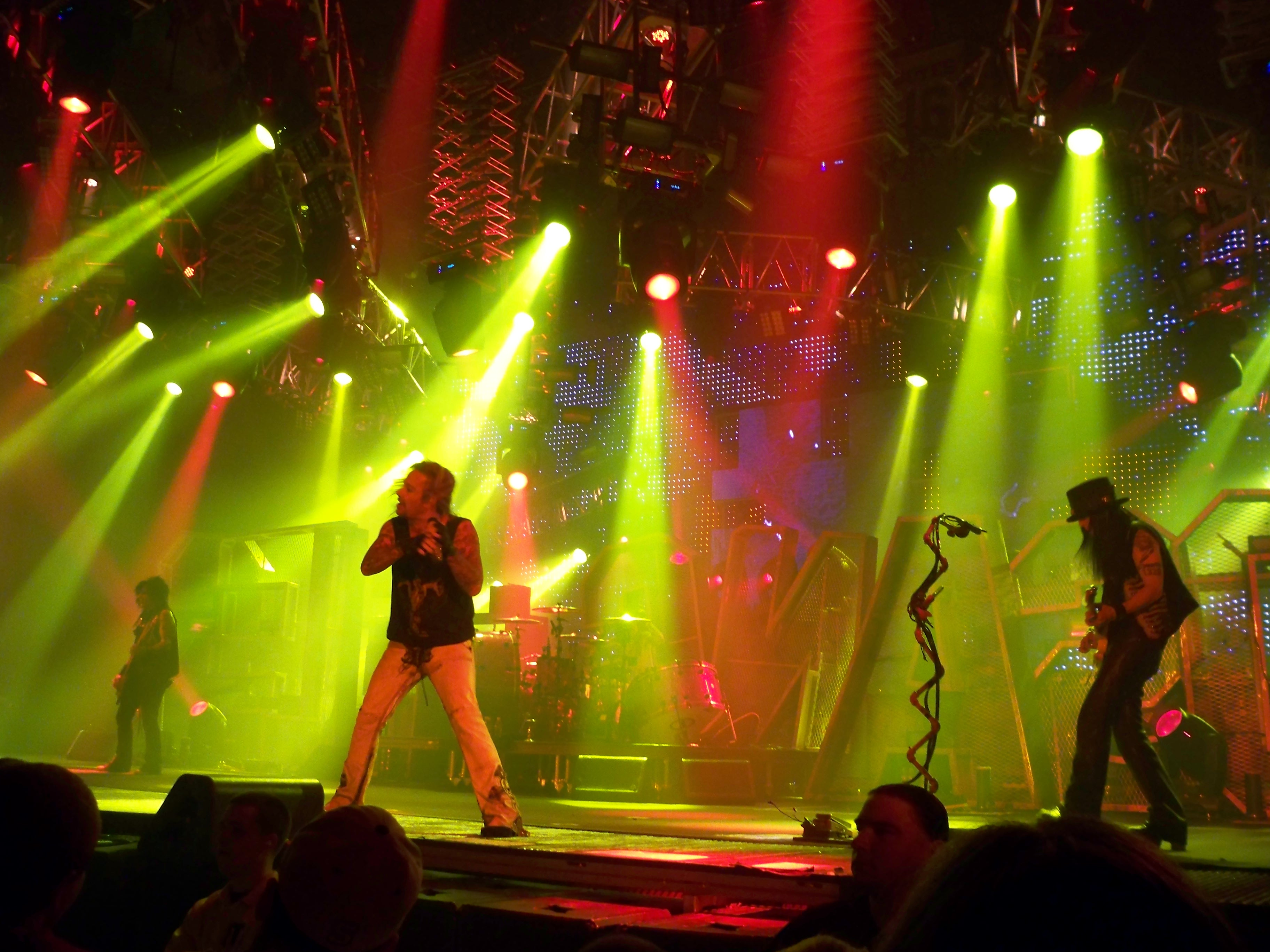
I Mötley Crüe dal vivo.

Detto anche pop metal o glam metal, vanta fra gli artisti ispiratori Kiss, Alice Cooper, New York Dolls, T-Rex, Van Halen ed altri. Lo stile presenta elementi hard rock ed heavy metal con melodie romantiche ed accattivanti spesso di derivazione glam rock. Le sonorità sono generalmente più orecchiabili rispetto agli altri sottogeneri dell'heavy metal ed il look dei musicisti "glam" si caratterizza per essere particolarmente appariscente; molti si esibiscono con visi truccati, capelli cotonati, abbigliamenti vistosi e stravaganti. Essendo più legato ad un'attitudine tramandata dal rock & roll, i temi sono concentrati per la maggior parte, sul sesso e sulle donne, sul divertimento, la bella vita, su tematiche romantiche e sugli eccessi di droghe ed alcol. Oltre a ciò, si parla di rivoluzione giovanile, di ribellione, del sociale. Strumentalmente il genere è tecnicamente sviluppato come nel resto della scena heavy metal, con riff e assoli distorti, cori trascinanti, batteria che si limita a portare il groove con un marcato riverbero tipico degli anni ottanta, e basso che segue schemi semplici e lineari.
Esponenti di questa corrente sono Mötley Crüe, Def Leppard, Guns N' Roses, Europe, Warrant, Skid Row, Ratt, Cinderella, Faster Pussycat, Poison, Bon Jovi, Dokken, Winger, Hurricane, House of Lords, Mr. Big, Great White, Stryper e Quiet Riot. Esistono altri gruppi come W.A.S.P., Lizzy Borden, Twisted Sister e molti altri che portano avanti sonorità di heavy metal tradizionale. Questi ultimi sono noti anche per le tematiche basate su argomenti horror e perversioni sessuali, venendo anche classificati nello shock rock, seguendo il modello del maggior esponente di questa espressione musicale ovvero Alice Cooper.

#### Power metal

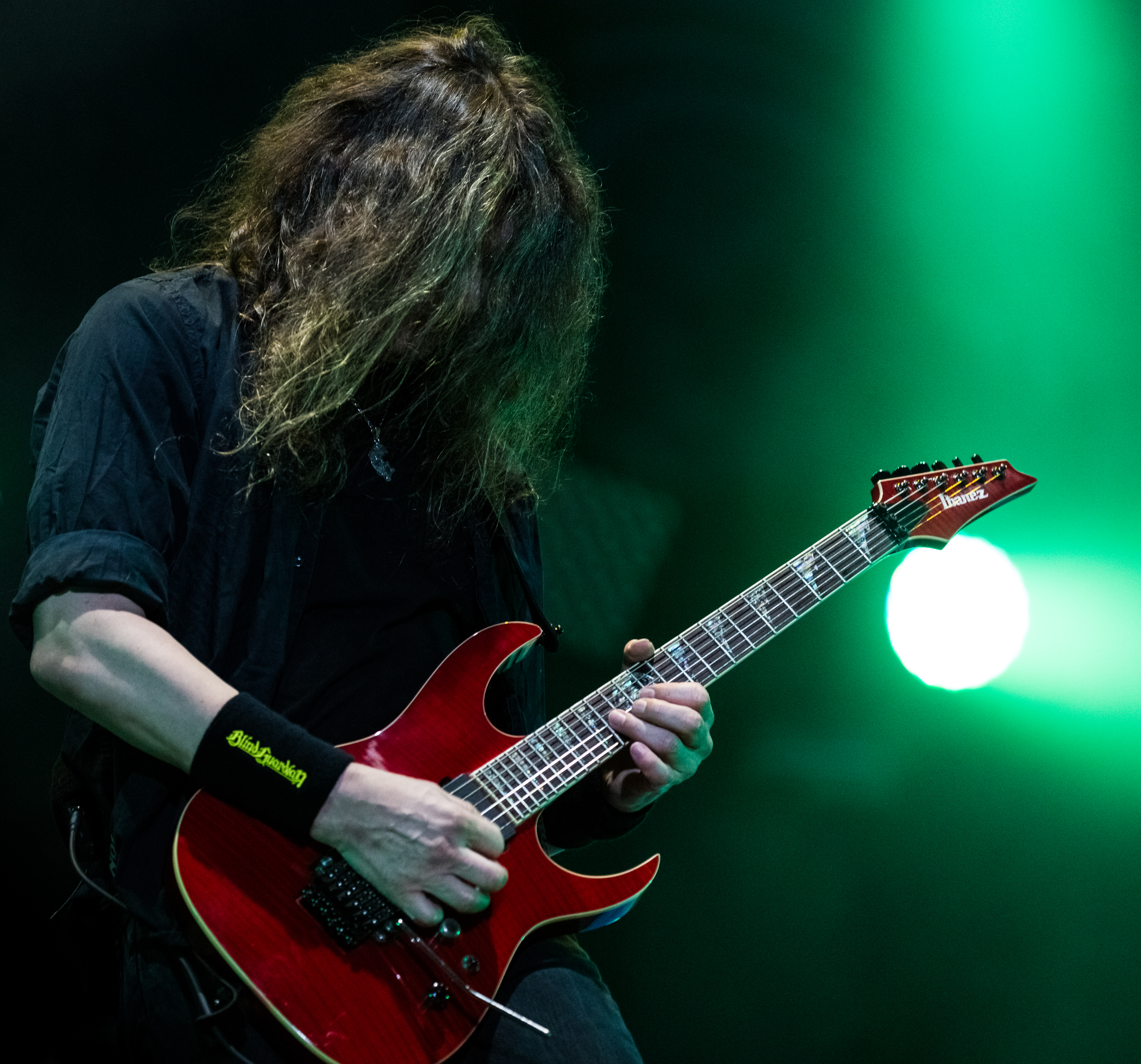
I Blind Guardian in concerto, uno dei più famosi gruppi power metal.

Il power metal si caratterizza principalmente per le ritmiche molto serrate di matrice thrash, per i riff potenti, per lo stile batteristico velocissimo e caratterizzato da un uso frenetico della doppia cassa. Altri aspetti particolari di questo genere sono i lunghi assoli di chitarra, l'unione di questi elementi porta alla nascita di melodie ricercate e classicheggianti, linee vocali molto potenti, spesso dalla timbrica acuta, e, recentemente, il grande impiego di tastiere.
Nella metà degli anni ottanta nella culla del power di stampo europeo, ossia in Germania, nacquero i principali esponenti del genere: Helloween, Running Wild, Blind Guardian, Gamma Ray, Grave Digger, Rage; proprio gli Helloween furono i precursori del power metal europeo, di cui incarnarono le caratteristiche principali già nel 1985 con l'album Walls of Jericho. Il genere si diffuse anche oltre oceano, con sonorità differenti rispetto alle melodie europee, più aggressive, ai limiti del thrash. Fra i maggiori esponenti si possono ricordare i Riot, i Savatage, gli Iced Earth e i Kamelot.
Nel corso degli anni novanta il genere ha subito profonde influenze e cambiamenti, dando origine a nuovi stili. Alcuni gruppi power metal sono noti per aver incorporato nel proprio stile elementi sinfonici, tra i quali i primi sono stati i brasiliani Angra (1992), gli italiani Skylark, Rhapsody of Fire (entrambi formatisi nel 1994) e Domine (1998) e i finlandesi Sonata Arctica (1997). È stato poi sviluppato in modo tale da divenire un particolarissimo tipo di Symphonic Metal dai Nightwish, finlandesi anch'essi, che si discostano dalla corrente Symphonic Metal principale.
Già nel 1992 i finlandesi Stratovarius iniziarono ad utilizzare le tastiere, ma iniziarono a inserire veri e propri elementi sinfonici soltanto qualche anno dopo nel disco Episode (1996).
Altri gruppi che hanno utilizzato molto gli elementi sinfonici sono i tedeschi Rage, gli spagnoli Dark Moor, i tedeschi Freedom Call.
Altri gruppi hanno invece saputo fondere il power con il prog, come i Masterplan, i Symphony X, i Vision Divine, i Labyrinth, i Thy Majestie.
Infine gli inglesi Dragonforce (1999) hanno saputo creare un particolare stile di power metal, che la band chiama "Extreme Power Metal", caratterizzato da un drumming velocissimo a continui virtuosismi di chitarra. Un altro caso particolare riguarda la band tedesca Edguy, capace di trasformare il suo genere dal power tipico stile Helloween ad un hard and heavy stile anni 80. Tali influenze si ripercuoteranno anche sul progetto Avantasia, creato dal leader degli Edguy, Tobias Sammet.

#### Progressive metal

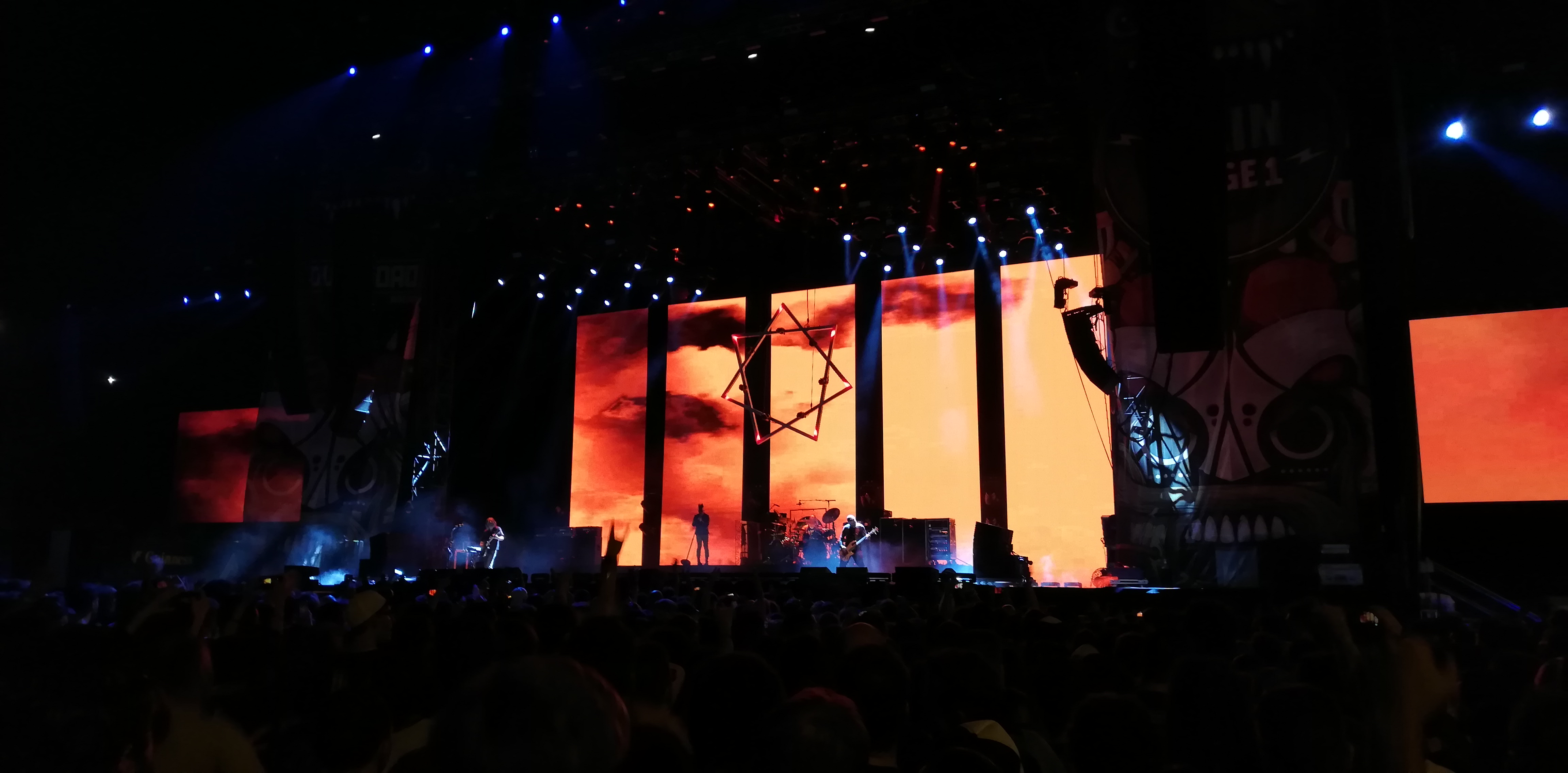
I Tool.

Abbreviato anche in prog metal, è il genere definito più tecnico e complesso del metal, ricco di virtuosismi e jam session. Il progressive metal nacque dalla commistione tra classic metal e progressive rock. Importanti precursori sono considerati gli Iron Maiden, che con Piece of Mind (1983) inserirono nella loro musica alcuni elementi progressive, pur rimanendo ancorati al "Classic Heavy metal" tradizionale. Fondamentali influenze di questa corrente sono soprattutto gruppi prog degli anni settanta e ottanta, quali Rush, Genesis, King Crimson, Marillion, Yes, Pendragon, Jethro Tull, Pink Floyd e Gentle Giant.
Un primo embrione di progressive metal vide la luce agli inizi degli anni ottanta grazie ai Fates Warning ed ai Queensrÿche, i quali proponevano un heavy metal arricchito con elementi tipici del rock progressivo. Le influenze di queste due band contribuirono alla nascita di note formazioni come i Dream Theater, ai quali si attribuisce la nascita del genere proprio come progressive metal grazie a Images and Words, gli Shadow Gallery, i Threshold, i Vanden Plas, i Royal Hunt e i Symphony X, Ayreon, Tool. Il genere subì modifiche nei paesi scandinavi come Norvegia e soprattutto Svezia, grazie ai lavori di band come gli Evergrey, gli Opeth, i Pain of Salvation e gli Andromeda. Anche in Italia il prog trovò solide basi in gruppi come DGM, Secret Sphere, Vision Divine, Labyrinth, Eldritch, Time Machine.

#### Avantgarde metal

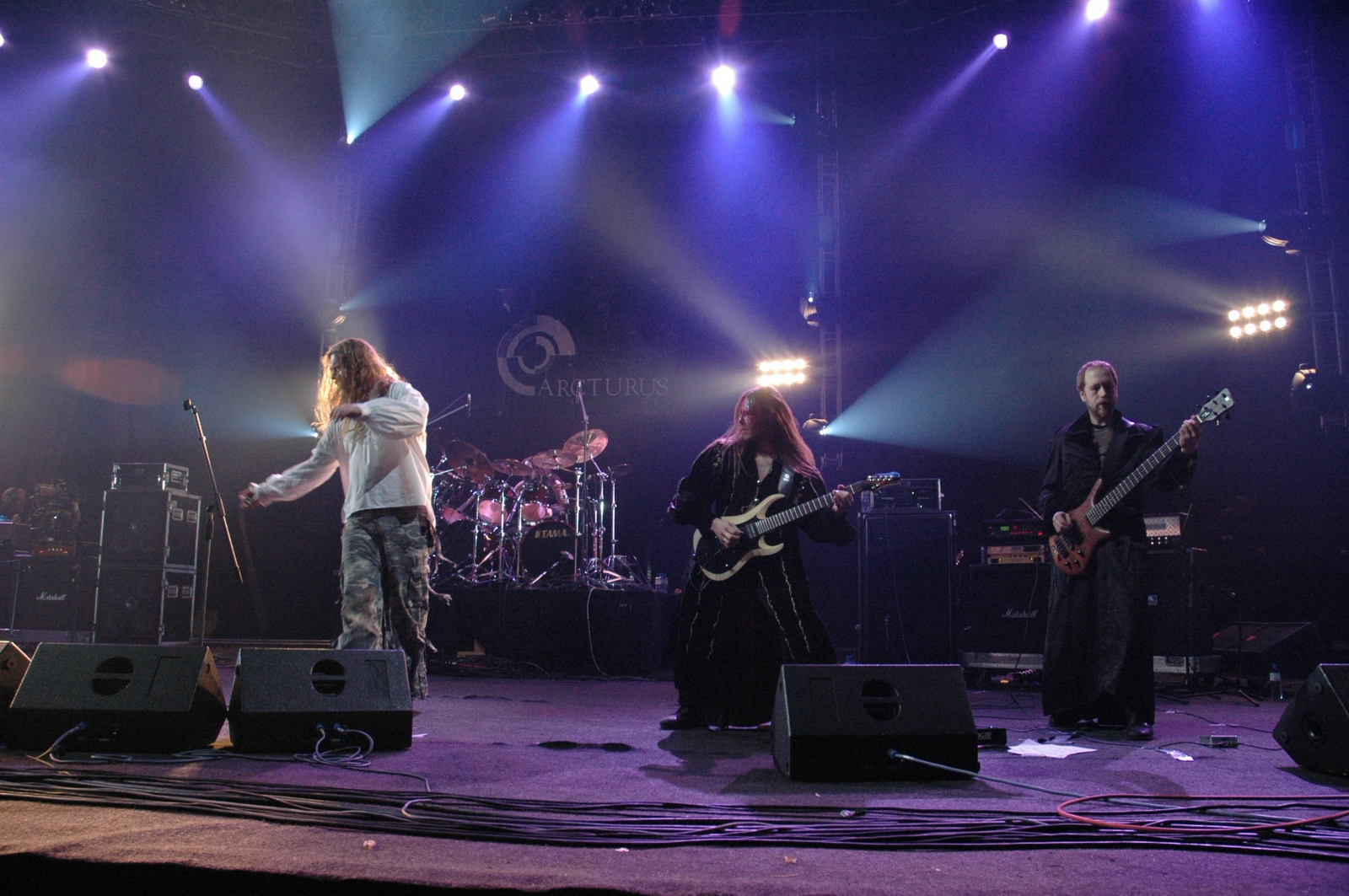
Gli Arcturus durante un'esibizione dal vivo.

Sebbene il genere fosse suonato già da diversi anni, il termine "Avantgarde metal" per definire questo tipo di musica è stato utilizzato da un periodo relativamente recente.
Derivante dal Black metal (più precisamente dal Symphonic black metal), è caratterizzato da una grande sperimentazione tecnica, da scarso uso all'interno dei brani di un momento specifico dedicato agli assoli, da testi spesso ermetici e simbolici, da sonorità e da strutture che escono fuori dagli schemi del metal tradizionale, fondendo elementi tipici del black metal con contaminazioni di ogni tipo, che possono spaziare dal free jazz al death metal; dalla musica classica alla musica elettronica o ambient.
a differenza degli altri generi musicali, in cui possono essere riconosciuti dei tratti distintivi e caratterizzanti, l'Avantgarde si presenta come un insieme eterogeneo di ideologie, di suoni e, naturalmente, di modi di concepire la musica, mantenendo però tratti simili a quelli del symphonic black metal. Alcuni dei gruppi di avanguardia più noti sono Arcturus, Solefald, Ulver, In the Woods..., Ved Buens Ende, Celtic Frost, Alchemist, Age of Silence e Mr. Bungle.

#### Grindcore

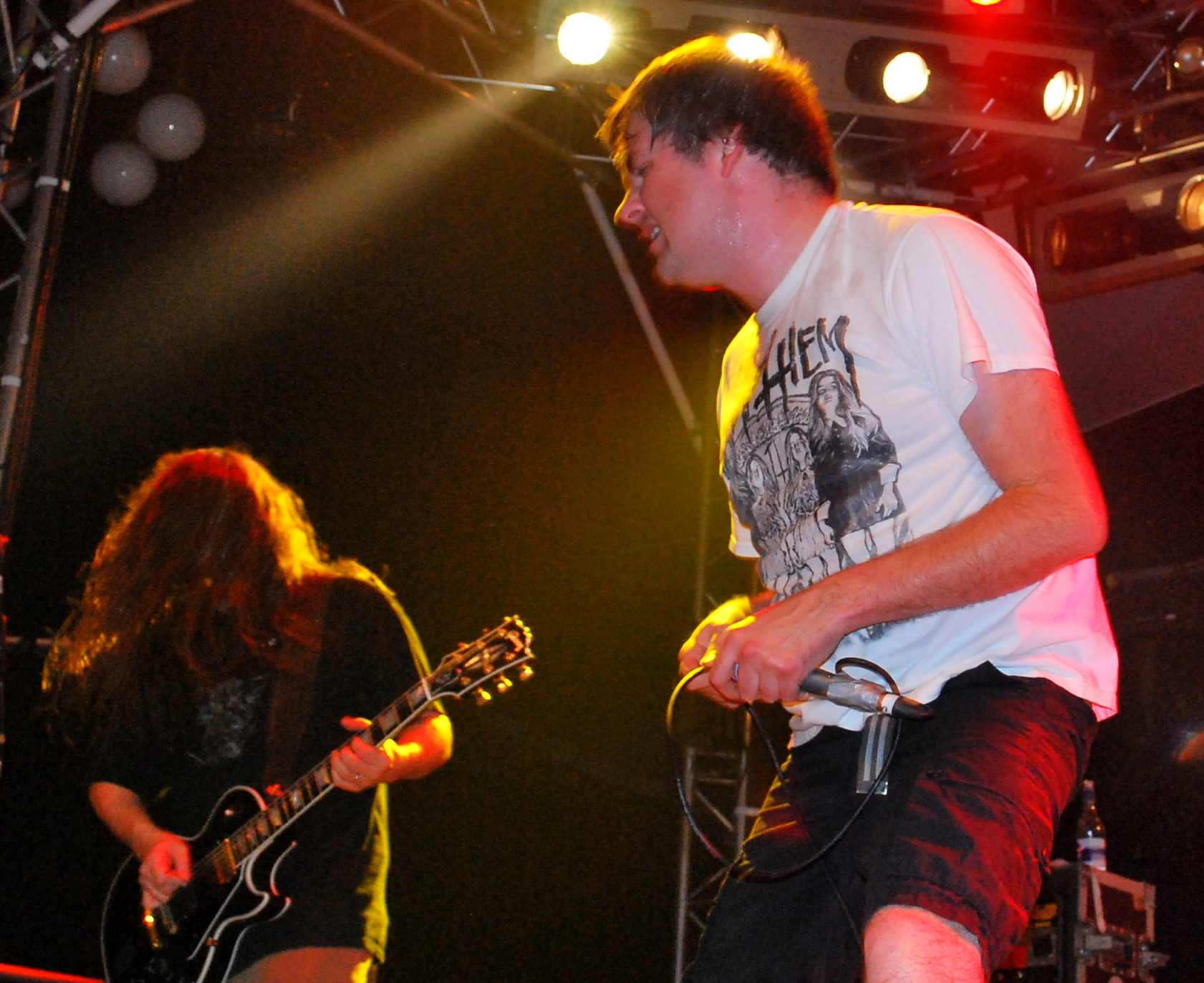
I Napalm Death, considerati i fondatori del genere.

Si è a lungo discusso sul fatto che il grindcore sia un vero sottogenere dell'heavy metal, poiché molti critici sostengono che sia in realtà un genere derivante dell'Hardcore punk. Viene spesso confuso con il death metal per via di forti similarità (voce gutturale, chitarre estremamente distorte, ritmi rutilanti e velocissimi) e il grindcore è, effettivamente, il punto di incontro tra hardcore punk e death metal.
In seguito il grindcore mostrerà sempre più affinità con il death metal, portando alla nascita di sottogeneri quali il deathgrind. Gli inglesi Napalm Death sono da molti considerati i veri fondatori del genere, nonostante vi furono alcuni gruppi che suonavano un genere simile prima della loro fondazione, furono proprio i Napalm Death a coniare il termine Grindcore per descrivere la loro musica, infatti i componenti sostengono che sia stato il batterista Mick Harris ad inventare il termine.
Il loro album di debutto, Scum (1987) è definito tra i più rappresentativi della corrente.
Il sound del disco è un concentrato di pura violenza sonora; con chitarra e basso dalla distorsione più tagliente, voce che alterna violenti growl e scream, batteria dal groove velocissimo e martellante, il tutto prodotto con una registrazione "confusa" che dà un tocco ancor più aggressivo. Da notare i testi di matrice anarchica e anti-capitalista, nonché la peculiare brevità dei brani (You Suffer detiene il record di brano più breve della storia, poco più di un secondo).
Altra band importante sono gli inglesi Carcass che con l'album di debutto Reek of Putrefaction del 1988 furono molto influenti su band emergenti successive e mostrarono un Grindcore veloce e malato con testi splatter cosparsi di un umorismo dark, fondando così il sottogenere del goregrind. Altri gruppi degni di menzione sono i Dead Infection, i Terrorizer, i Repulsion gli americani Discordance Axis, i Gore Beyond Necropsy, i Misery Index e i Macabre.

#### Stoner metal

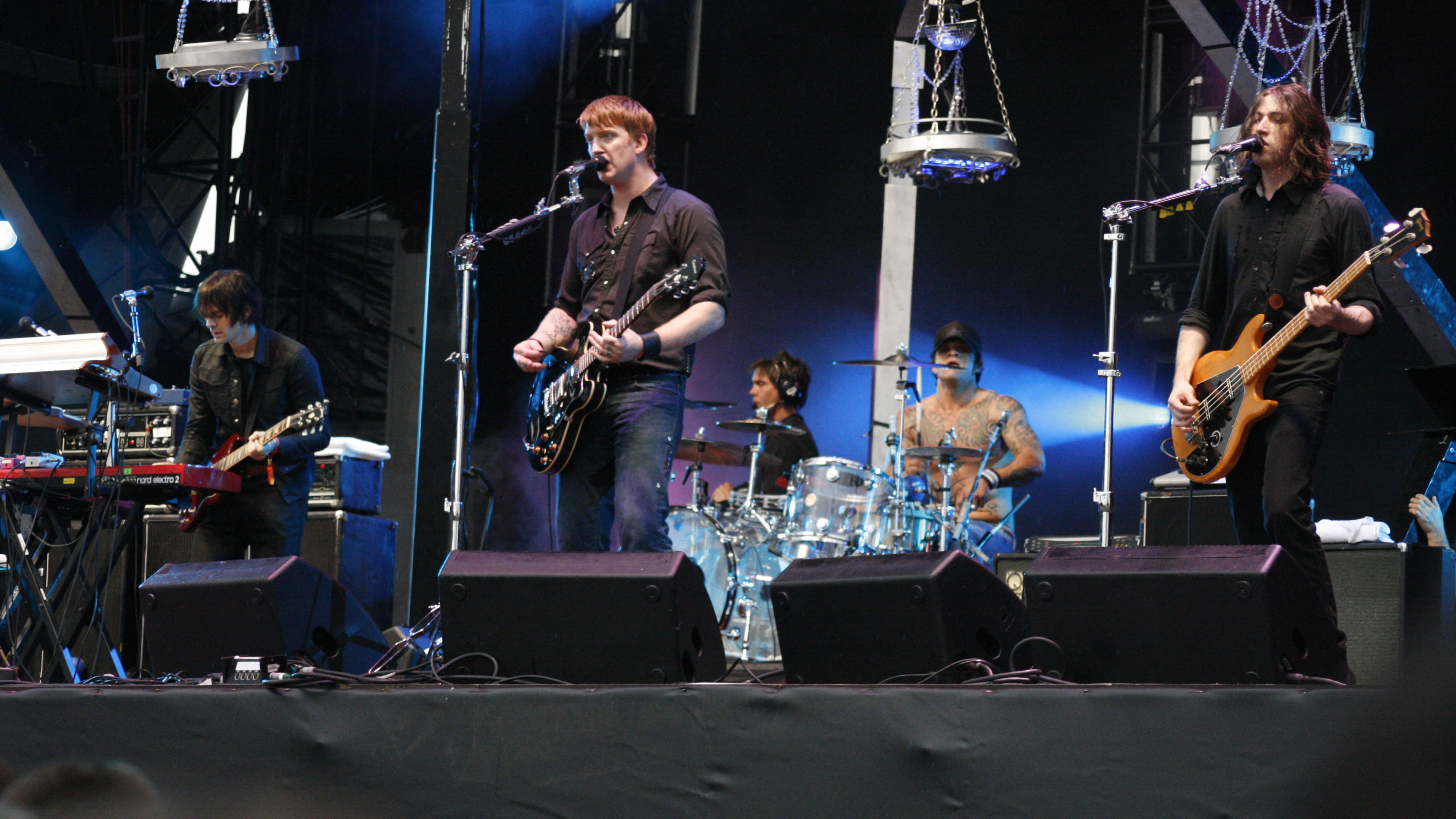
I Queens of the Stone Age durante un concerto.

Lo stoner metal è un particolare sottogenere dell'heavy metal caratterizzato da una ritmica lenta, groove psichedelici e basse frequenze per quanto riguarda il basso. Lo stoner è sopravvissuto nella scena rock e metal, portato avanti specialmente da artisti underground, e sintetizzando influenze da altri generi.
Il significato del termine è dovuto al fatto che molti tra i musicisti rappresentanti di questo sottogenere consumano marijuana, da cui ne deriva il nome "stoned", che in inglese significa "fumato, in stato confusionale". Anche se nella maggior parte dei casi, sarebbe inesatto definire gli appassionati del genere come consumatori di marijuana, il genere presenta, però, delle caratteristiche sonore che si collegano agli effetti indotti dal consumo di tale droga.
Lo stoner ha come influenze principali l'acid rock, la psichedelia, il metal classico, il blues rock e il doom metal (dallo stoner nascerà anche lo sludge metal, il punto di incontro tra doom e stoner). Con il passare degli anni, lo stoner metal si sviluppò nell'area di Palm Desert, in California. I Kyuss, ritenuti gli iniziatori del genere, divennero, con il passare degli anni e tuttora, il gruppo simbolo del genere stesso: il loro debutto del 1992, Blues for the Red Sun è considerato l'album manifesto del genere. Tale album venne considerato un caposaldo per le successive formazioni, nonostante il suo successo non troppo alto. Altri gruppi importanti sono Queens of the Stone Age, Unida, Monster Magnet, Slo Burn, Hermano, Fu Manchu e Nebula.

#### Alternative metal

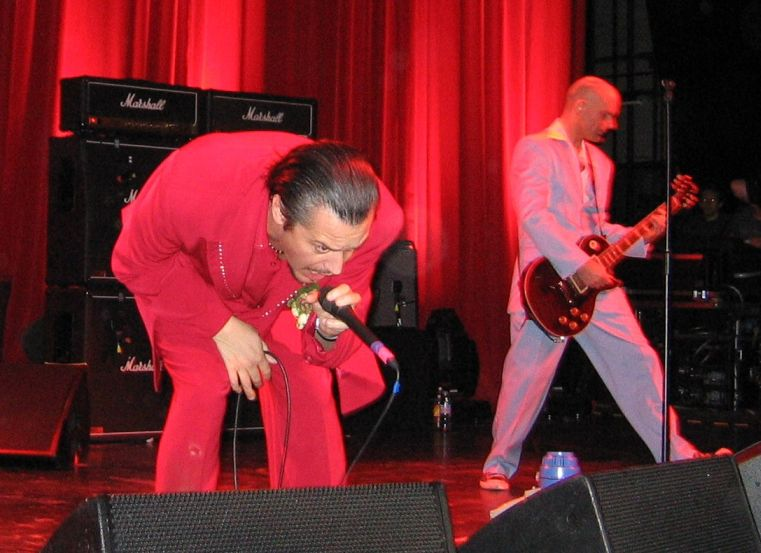
I Faith No More durante un concerto a Francoforte.

L'alternative metal (abbreviato a volte come alt metal) è un particolare sottogenere dell'heavy metal sorto nei primi anni novanta, parallelamente al Grunge. Comprende in sé più varianti (non sempre facilmente classificabili), accomunate dalla fusione di elementi heavy metal, alternative rock e, soprattutto, indie rock anni ottanta. Ha basi ed aspetti affini al metal tradizionale (a partire dai riff di chitarra), ma presenta spesso sperimentazioni anticonvenzionali, nei tempi e nelle tecniche, e tende ad essere influenzato anche da altri generi.
Tra i primissimi gruppi alternative metal troviamo Primus, Helmet, Faith No More, Jane's Addiction e White Zombie. Successivamente emersero gruppi più popolari quali Korn, Deftones, System of a Down, Queens of the Stone Age, Disturbed, Slipknot e Godsmack.

#### Viking metal

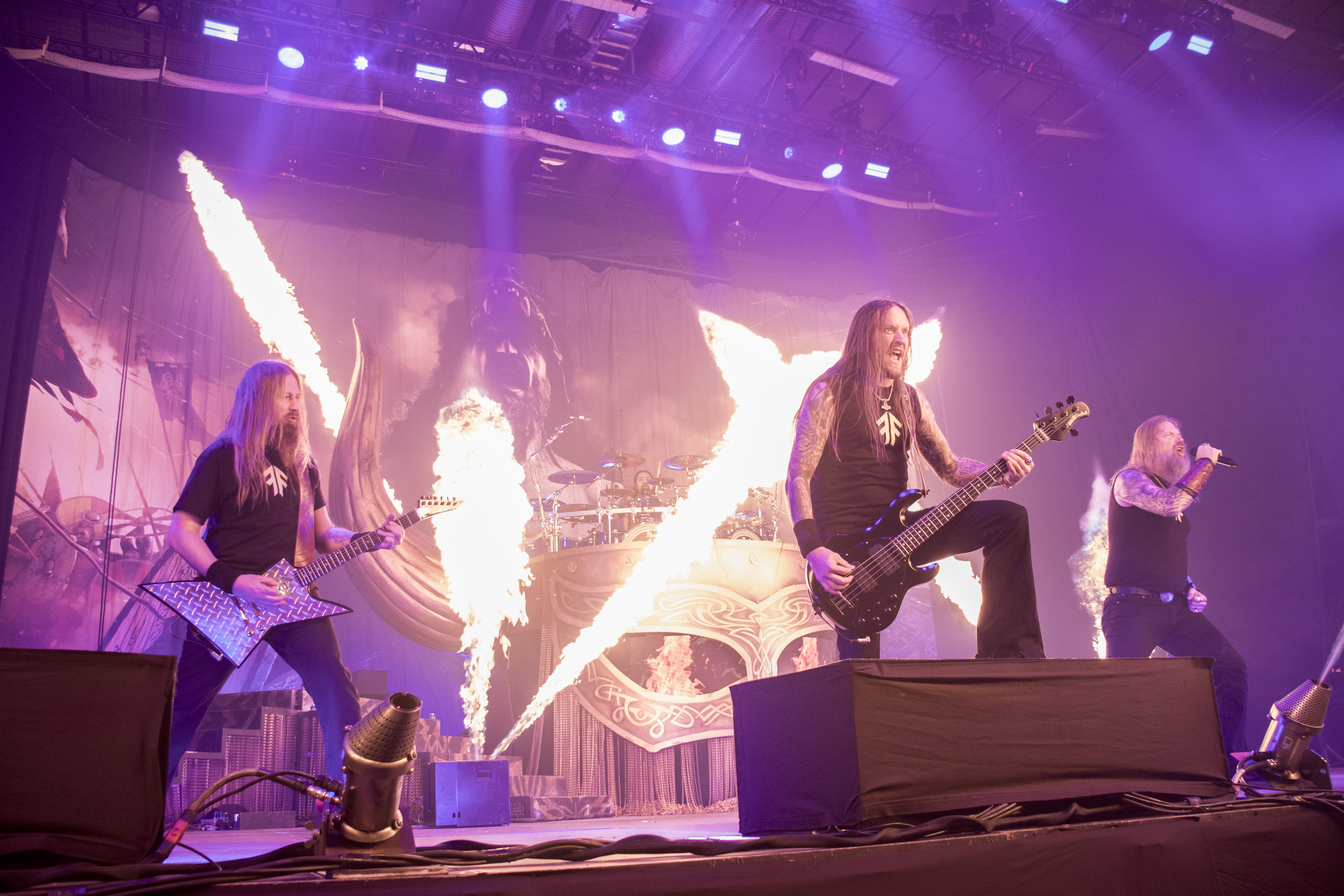
Gli Amon Amarth

Il viking metal è un sottogenere del metal che nasce in Svezia sul finire degli anni ottanta.
Derivante dal Black metal, ne mantiene molte caratteristiche tra cui le atmosfere cupe, le ritmiche dure e pesanti ma molto rallentate, (difatti non è raro trovare gruppi che vengano etichettati sia come viking metal sia come black metal), però vi sono anche importanti differenze: alla musica vengono aggiunte atmosfere epiche, il satanismo del black metal sfuma e fa spazio a testi riguardanti la mitologia vichinga e i vichinghi stessi, la voce non è più sempre in scream (sebbene esistano gruppi che lo utilizzino) ma dà spazio a una voce pulita dai connotati epici accompagnata molto frequentemente nelle canzoni da cori (assenti nel black metal).
Fondatore indiscusso del viking metal è Quorthon. Infatti, sul finire degli anni ottanta, diede vita, assieme al suo progetto musicale Bathory e attraverso due album dal titolo Blood Fire Death e Hammerheart, a questo genere. Dalle sue idee prenderanno presto spunto molti gruppi come la one man band Falkenbach, i Mithotyn, gli Einherjer, gli Enslaved, i Windir, i Moonsorrow, gli Isengard, gli Ensiferum, i Turisas e i più sperimentali Borknagar e Týr.
In seguito si sono formati anche gruppi che hanno avuto un successo più esteso come gli Amon Amarth che portano ancora oggi sul palco oggetti di scena come elmi e statue vichinghe.

#### Groove metal
Sviluppatosi negli Stati Uniti nel 1990, deriva dal thrash metal del decennio precedente, ma differisce da quest'ultimo per la maggiore aggressività e per il risalto più forte dato alla sezione ritmica. Tra i principali esponenti di questa corrente sono annoverati gruppi come Pantera, Machine Head, Exhorder e Lamb of God.

#### Rap metal
Si tratta di un sottogenere "di confine" che unisce strumentazioni metal con elementi vocali derivati dal rap. Il genere fu inaugurato negli Stati Uniti nella seconda metà degli anni ottanta, da esperimenti dei gruppi hip hop Run DMC, Public Enemy e Beastie Boys e di formazioni hard rock e metal come Anthrax e Faith No More, ed acquisì connotazioni sistematiche all'inizio del decennio successivo, con gruppi come Rage Against the Machine, Biohazard, Downset. e Body Count. Le caratteristiche principali del genere sono state riproposte in seguito, in veste modernista, da alcuni gruppi associati al nu metal.

#### Nu metal

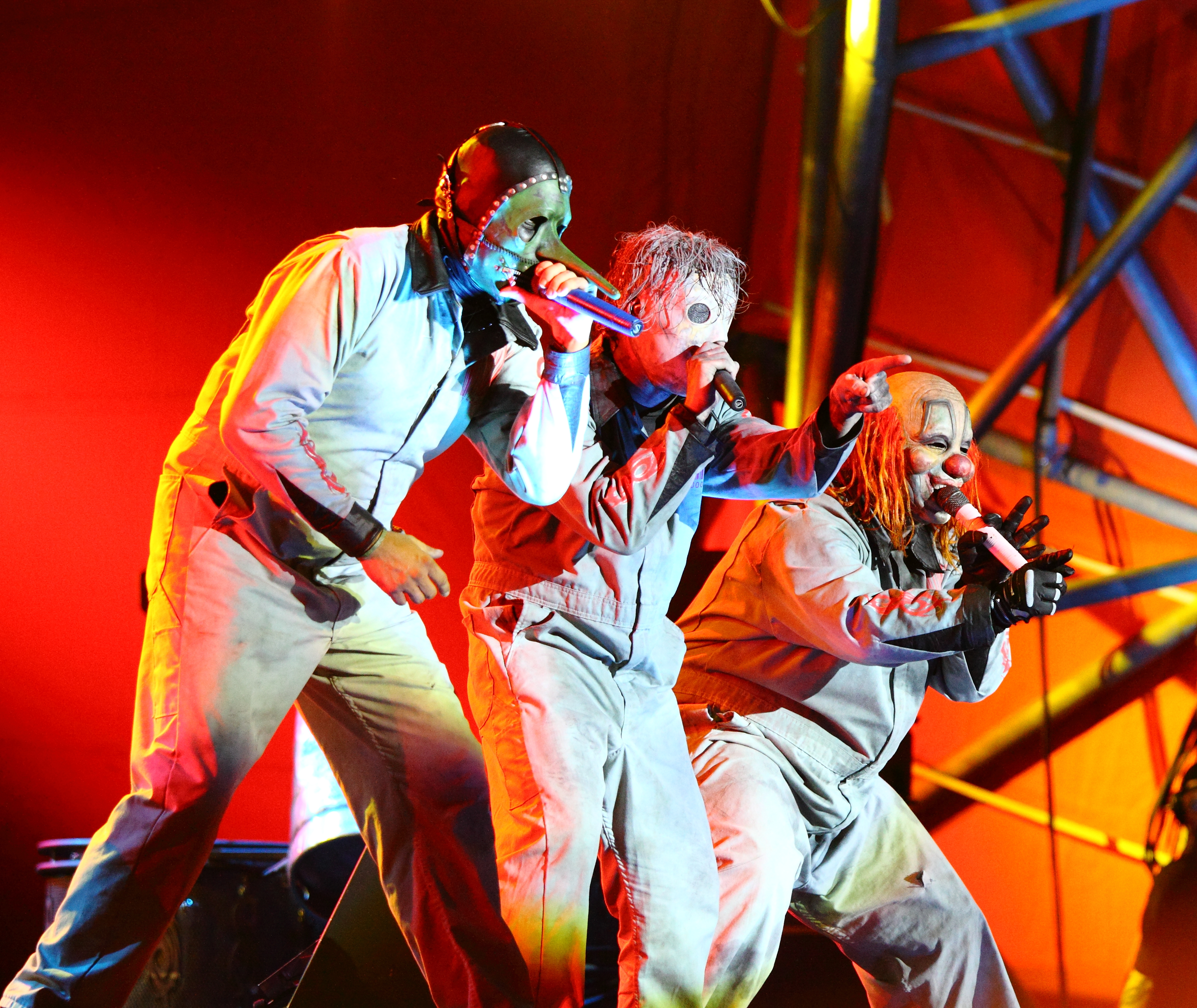
Gli Slipknot, tra i gruppi che più hanno influenzato il genere

Il nu metal è una corrente musicale nata negli Stati Uniti a metà degli anni novanta, e derivata dall'evoluzione del precedente movimento crossover.
Dopo aver acquisito notorietà all'inizio degli anni 2000, il sottogenere è divenuto in breve tempo una corrente che si discosta per alcuni aspetti da quella del metal tradizionale. Difatti, pur proponendo sonorità molto dure, ad esse affianca influenze da altri stili, in particolare alternative metal, rap metal, alternative rock, funk ed hip hop. Sono frequenti ritmi duri ma sincopati, riff di chitarra semplici, ribassati e ripetuti, alternanza di parti vocali aggressive e melodiche e, per alcuni gruppi, strofe rappate e scratch prodotti con i dischi in vinile.
Tra i principali gruppi della scena nu metal si possono citare Korn, Deftones, Limp Bizkit, Coal Chamber, Incubus, Linkin Park, P.O.D., Papa Roach, Slipknot e System of a Down.
Tra la fine degli anni 2010 e l'inizio degli anni 2020, il genere ha riacquistato popolarità fondendosi con elementi elettronici e pop, grazie a pubblicazioni delle cantanti Poppy, Grimes e Rina Sawayama.

#### Post-metal
Con il termine post-metal si indica un sottogenere dell'heavy metal sviluppatosi negli Stati Uniti, in Canada e, di recente, in alcuni paesi dell'Europa del nord. Lo stile musicale è basato su una commistione fra elementi post-rock, noise, metal e industrial. I principali gruppi appartenenti a questa scena sono i Neurosis e gli Isis; questi ultimi vengono descritti, da parte della critica, come coloro che hanno tracciato le linee guida del genere, grazie all'album Oceanic.
D'altro canto c'è chi riconosce nei Godflesh i primi precursori del post-metal.

#### Metalcore, deathcore, retro-metal e djent
Nella seconda metà degli anni 2000 si è affermato il metalcore, derivato dalla fusione di alcune forme estreme del metal con elementi hardcore punk. Il genere si sviluppò in forma underground negli anni ottanta e novanta, inaugurato da gruppi come Earth Crisis, Converge, Hatebreed e Shai Hulud. A partire dal 2004 hanno preso piede anche varianti di altri generi, come il melodic death metal, e gruppi associati al genere come Killswitch Engage con The End of Heartache e Shadows Fall con The War Within hanno debuttato rispettivamente alle posizioni 20 e 21 della classifica di Billboard.
Dal metalcore è derivata anche una variante ritmata e progressiva, il mathcore, reso celebre da gruppi come The Dillinger Escape Plan, Converge e Protest the Hero. Le principali caratteristiche sonore del mathcore sono forme musicali inusuali, paragonate da alcuni anche al free jazz. Nel genere sono presenti anche apporti vocali provenienti dal rap, proposti da gruppi come Hollywood Undead, Rise of the Northstar, Falling in Reverse e From Ashes to New.
Negli anni 2000 il metal ha mantenuto una certa popolarità in Europa continentale, soprattutto in Scandinavia, Belgio, Paesi Bassi e Germania. La maggiore popolarità del genere in Europa del nord è stata associata alla maggiore elasticità sociale e politica locale. Nelle classifiche tedesche alcuni gruppi metal hanno raggiunto le prime venti posizioni tra il 2003 e il 2008, tra questi anche alcuni album del gruppo finlandese Children of Bodom, dei norvegesi Dimmu Borgir, e dei tedeschi Blind Guardian e degli svedesi HammerFall.
Alla fine degli anni 2000 si è affermato anche un nuovo genere di fusione, il deathcore, che unisce elementi vocali e strumentali derivati da death metal, hardcore punk e metalcore. Caratteristiche associate al genere comprendono riff di chitarra death, breakdown di origine hardcore e parti vocali brutali. Gruppi associati al genere comprendono Whitechapel, Suicide Silence, Despised Icon e Carnifex.

Negli stessi anni si è fatto uso del termine "retro-metal" per indicare gruppi come The Sword, High on Fire, Witchcraft e Wolfmother. L'album dei The Sword Age of Winters, pubblicato nel 2006, trae forte ispirazione dai lavori dei Black Sabbath e dei Pentagram, Gli Witchcraft hanno aggiunto anche elementi di folk rock e rock psichedelico, mentre il debutto omonimo dei Wolfmother, pubblicato nel 2005, presenta notevoli richiami a Deep Purple e Led Zeppelin. I Mastodon sono stati considerati ispiratori della New Wave of American Heavy Metal.
All'inizio degli anni 2010 il metalcore ha cominciato a incorporare suoni rock ed elettronici. Gli album Reckless & Relentless dei britannici Asking Alexandria, e Dead Throne dei The Devil Wears Prada hanno raggiunto le posizioni 9 e 10 della classifica Billboard 200. Nel 2013 i britannici Bring Me the Horizon hanno pubblicato il quarto album in studio Sempiternal, che è stato lodato dalla critica. Il disco ha debuttato al terzo posto della Official Albums Chart e al primo in Australia. Ha venduto 27,522 copie negli Stati Uniti, raggiungendo la posizione numero 11 di Billboard, mentre il seguito That's the Spirit ha debuttato al secondo posto nel 2015.
Negli anni 2010 ha debuttato uno stile metal inedito, il djent, derivato da alcune sonorità metalliche progressive. Il genere presenta strutture ritmiche e tecniche complesse, suoni di chitarra sincopati e distorti in palm mute e assoli di più ritmi. Sono usate anche chitarre a più corde, spesso anche otto o nove. Gruppi associati al genere comprendono Meshuggah, Periphery, Tesseract e Textures. Allo sviluppo del djent hanno contribuito, con l'introduzione di parti vocali rap, anche gruppi come Hacktivist, DVSR e Dropout Kings.

### Elenco completo dei sottogeneri
- Doom metal
  - Funeral doom metal
  - Death doom metal
  - Sludge metal
  - Drone doom metal
- Stoner metal
- Gothic metal
- Alternative metal
  - Funk metal
  - Industrial metal
  - Metalcore
    - Mathcore
    - Deathcore
    - Electronicore

  - Nu metal
  - Punk metal
  - Rap metal
- Speed/Thrash metal
  - Groove metal
- Death metal
  - Brutal death metal
  - Technical death metal
  - Melodic death metal
  - Progressive death metal
  - Grindcore
    - Cybergrind
    - Deathgrind
    - Goregrind
- Black metal
  - Depressive black metal
  - Viking metal
  - Symphonic black metal
  - National socialist black metal
- Neoclassical metal
- Power metal
  - Speed power metal
  - Symphonic power metal
  - Progressive power metal
- Folk metal
  - Oriental metal
  - Celtic metal
  - Medieval metal
- Hair metal (Glam metal/Street metal/Pop metal)
- Progressive metal
  - Djent
- Post-metal
- Symphonic metal
  - Symphonic black metal

## La diffusione dell'heavy metal
(Manowar, The Gods Made Heavy Metal)

### Europa

#### Regno Unito
Da sempre il Regno Unito è considerato il paese d'origine dell'heavy metal.
I primi gruppi heavy metal che si distinsero qui furono i Black Sabbath, i Deep Purple, i Rainbow, i Led Zeppelin, gli Whitesnake, i Judas Priest, i Motörhead e i Venom.
Negli anni ottanta si sviluppò la corrente New Wave of British Heavy Metal, i cui gruppi principali furono Iron Maiden, Grim Reaper, Saxon, Def Leppard, Angel Witch, Demon, Raven e molti altri. Sul finire degli anni ottanta nacque il grindcore, principalmente ad opera di Napalm Death e Carcass.
È considerato originario di questo paese anche il doom metal, grazie a gruppi come Cathedral, Electric Wizard, Pagan Altar, My Dying Bride, Paradise Lost e gli stessi Black Sabbath, benché molti considerino padri del genere gli svedesi Candlemass.
Più di recente hanno riscosso successo i Bullet for My Valentine, i Dragonforce, i Cradle of Filth e gli scozzesi Alestorm.

#### Irlanda
In Irlanda, i Thin Lizzy (fondati nel '69 da Eric Bell e Phil Lynott) hanno contribuito fortemente al genere hard rock/heavy metal. Basti pensare alle dichiarazioni stesse di gruppi come gli Iron Maiden, Metallica, Anthrax, Motörhead, ecc. In seguito molti gruppi come Europe, Crowbar e Mastodon dichiarano di essere stati influenzati dai Thin Lizzy. Qualcuno ha reinterpretato qualche brano (Metallica: Whiskey in Jar, Anthrax: Cowboy song). Nonostante la vita travagliata, e il "poco" successo, il gruppo, negli anni ha visto passare molti grandi musicisti, soprattutto chitarristi (come Gary Moore, Scott Gorham, John Sykes, ecc.).

#### Germania
La Germania è il paese dove, ispirata alla contemporanea corrente Statunitense nacque un tipo di thrash metal in qualche modo differente da quello d'oltremare; gruppi principali di questa corrente sono Sodom, Kreator, Exumer, Tankard, Destruction e Vectom.
Negli anni ottanta-'90 inoltre in Germania nacque una grande corrente power metal che raccolse gruppi come Blind Guardian, Rage, Helloween e Gamma Ray e trasse ispirazione dall'heavy metal di gruppi tedeschi di inizio anni ottanta come Accept e Running Wild. Sempre sulla scena power, nei primi anni 2000, cinque ragazzi provenienti dalla cittadina Fulda fondarono gli Edguy, il cui leader, Tobias Sammet, creò contemporaneamente anche il Supergruppo Avantasia.
Un altro gruppo tedesco fondamentale, fra i più importanti di matrice hard rock sono gli Scorpions, seguiti nella loro corrente fra gli anni ottanta-90 da gruppi come Fair Warning, Bonfire, Edguy, Axel Rudi Pell e Jaded Heart.
Verso gli inizi del nuovo millennio vediamo salire alla ribalta un ultimo gruppo, l'unico della scena tedesca attuale ma capace di riscuotere enormi successi: i Rammstein, il cui sound è stato classificato come industrial metal, per via dell'inserimento nei loro pezzi di abbondanti parti elettroniche o strumenti sintetizzati. Una band, come detto prima, sempre più in bocca ad un pubblico mainstream ma anche sottoposta sempre di più alla gravità di una censura che individua nei loro testi messaggi di trasgressione estrema.

#### Scandinavia

##### Svezia
Tra la fine degli anni ottanta e l'inizio degli anni novanta in Svezia si verificò la nascita di numerosi gruppi death metal di stampo più "classico" quali Unleashed, Edge of Sanity, Dismember, Entombed e Hypocrisy. Mentre gli Unleashed rimasero fedeli ai loro primi dischi e gli Entombed apportavano influenze rock and roll al loro sound, le altre band virarono verso sonorità più melodiche dando vita al melodic death metal e portando quindi alla nascita di una "seconda ondata" di band come At the Gates, In Flames, Dark Tranquillity, Soilwork, Arch Enemy, Insomnium e Amon Amarth. Al di fuori di questo filone sono da ricordare anche gruppi capaci di raggiungere i vertici della scena heavy metal quali Opeth, Marduk, Candlemass, Hammerfall, Therion, Bathory, Bloodbath, Dissection, Meshuggah, Evergrey, Pain of Salvation, Antestor, Katatonia, Ghost B.C. e The Haunted. Molto importante fu inoltre il contributo negli anni ottanta di band di matrice hard rock come Europe e Talisman.

##### Norvegia
In Norvegia nacquero i primi gruppi destinati a fare nascere il genere black metal: ovvero i Mayhem, Burzum, gli Emperor, i Darkthrone, gli Immortal, i Satyricon e i Gorgoroth. In Norvegia si verificarono anche le tragiche vicende legate al chitarrista dei Mayhem Euronymous ed a Varg Vikernes (Burzum) .
Un gruppo symphonic black metal importante che si ispira a questa corrente è quello dei Dimmu Borgir.
I Theatre of Tragedy; uno dei primi gruppi gothic metal, sono anch'essi norvegesi.
Inoltre per il gothic metal in Norvegia sono nati anche i due gruppi del chitarrista Morten Veland: i primi Tristania e i seguenti Sirenia; considerati da molti i maestri di questo genere.

##### Finlandia
In Finlandia si trovano principalmente gruppi melodici molto distaccati dal metal vero e proprio; i gruppi finlandesi più famosi sono infatti Sonata Arctica, Apocalyptica, Children of Bodom, Stratovarius, Nightwish e Lordi; è presente però un'importante scena folk metal rappresentata principalmente da Korpiklaani, Finntroll, Ensiferum e Turisas. Un'altra band importante sono gli Amorphis, autori di un death metal melodico influenzato da elementi folk e band di matrice gothic metal come H.I.M. e The 69 Eyes. Fra le band di matrice hard rock anni ottanta i più rappresentativi sono gli Hanoi Rocks. Da citare, anche se non propriamente metal, gli Steve 'n Seagulls, noti per gli originalissimi arrangiamenti in stile bluegrass di notissimi pezzi metal o hard rock.

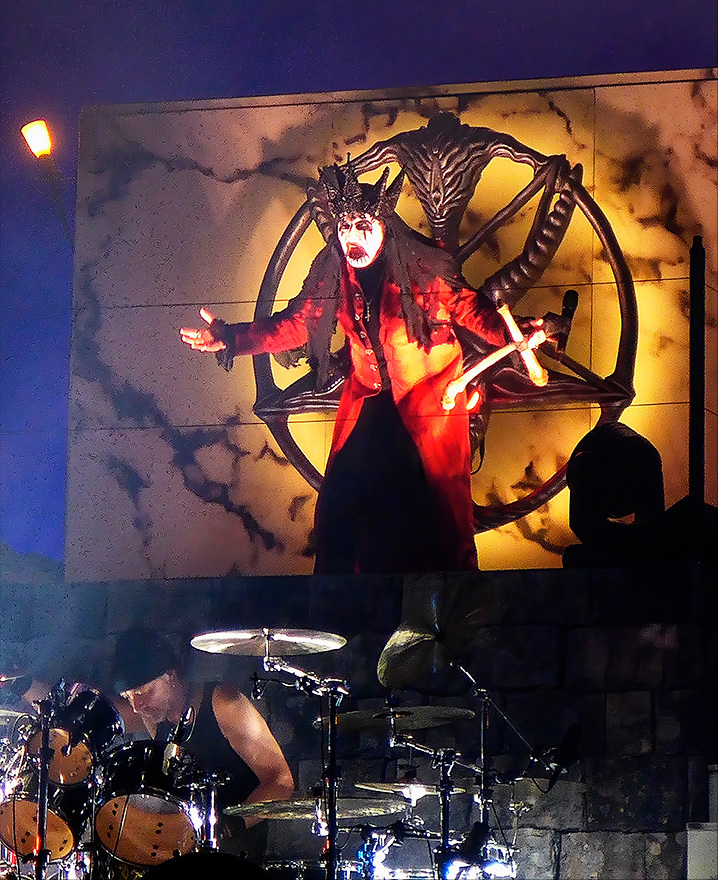
King Diamond dal vivo con i Mercyful Fate

#### Danimarca
Il principale gruppo uscito dalla Danimarca è senza dubbio quello dei Mercyful Fate di King Diamond, considerato fondamentale per lo sviluppo del metal esoterico. Altri gruppi fondamentali sono i Royal Hunt per quanto riguarda la matrice prog metal e i Pretty Maids per quanto riguarda il power metal. Di rilievo per la storia del thrash europeo sono stati anche gli Artillery e sempre ad inizio anni novanta risale la nascita di gruppi come Saturnus e Mercenary. Oggi la scena è costituita per lo più da gruppi dediti a sonorità più moderne come Mnemic, Volbeat, Raunchy, Hatesphere e Illdisposed.

#### Francia
In Francia il metal ha avuto grande sviluppo prevalentemente nella seconda metà degli anni novanta, periodo di nascita della gran parte delle band oggi affermate, per quanto riguarda sonorità più estreme.
Gojira e Kalisia sono i nomi più affermati in ambito death metal, mentre molto nutrita è la scena black metal nella quale troviamo le influenze sinfoniche degli Anorexia Nervosa, importanti anche Deathspell Omega, Blut aus Nord, Benighted, Peste Noire, Amoseurs e Alcest, sempre più dedito allo shoegaze.
Nell'Hard 'n' Heavy più classico da citare i Trust (nelle cui file ha militato il futuro Iron Maiden Nicko McBrain), i Vulcain, gli Attentat Rock, i Satan Jokers e i Shakin' Street (di cui ha fatto parte Ross the Boss dei Manowar).

#### Italia
Negli anni ottanta, il metal italiano si distinse per la presenza di gruppi come i Death SS, caratterizzati da un'immagine fortemente teatrale e tematiche legate all'orrore e all'occultismo, o i Dark Quarterer, vicini a strutture progressive, a fianco ad altri di stampo più classico come Strana Officina, Raff, Fil di ferro, Vanexa, Strike, Vanadium, Sabotage, Crying Steel, Fingernails e Skanners. Contemporaneamente dalla scena thrash emergevano i Bulldozer e i più estremi Nuclear Symphony, Necrodeath e Schizo.
Ad inizio anni novanta, in un periodo di crisi generale della scena, gli unici gruppi noti a livello europeo furono Sadist ed Extrema e, nel black metal, Mortuary Drape, Opera IX e Necromass. La seconda metà del decennio si distinse per la nascita di numerose band legate al power metal e destinate a riscuotere un buon successo come Labyrinth, Vision Divine, Domine, Trick Or Treat, Elvenking, Skylark ma soprattutto i sinfonici Rhapsody (poi Rhapsody of Fire). Nel medesimo periodo, anche in Italia si assistette alla rinascita del thrash metal: Hyades, Vexed, Methedras, Brain Dead, Enemynside.
I Lacuna Coil, inseriti nella scena goth metal, giunsero a un successo mondiale partendo dal mercato statunitense.
In seguito, nella scena nu metal sono emersi i Linea 77 e gli Exilia, capaci di registrare un buon successo anche all'estero e, nella scena folk metal, i Folkstone.
In ambito estremo si annoverano Aborym, Node, Cripple Bastards, Graveworm, Stormlord, Novembre, Disarmonia Mundi, Dark Lunacy e Malnàtt.
In determinati gruppi si segnala una tendenza verso sonorità più moderne (Ephel Duath, Ufomammut) o più pesanti (Hour of Penance, Fleshgod Apocalypse, Infernal Poetry).
In Italia è nato anche un filone definito "metal demenziale", influenzato dal rock demenziale italiano (Elio e le Storie Tese, Skiantos), caratterizzato da temi divertenti e demenziali o dalla creazione di cover parodistiche, tra cui ricordiamo i Nanowar of Steel e Gli Atroci.

#### Paesi Bassi
I Paesi Bassi si distinguono per la presenza di realtà affermate prevalentemente nel symphonic metal e nel death metal.
Nel primo i nomi di maggior spicco sono quelli di After Forever, The Gathering, Within Temptation, Epica e Delain, tutte band che hanno contribuito alla nascita di un filone symphonic metal europeo che si evidenzia per l'utilizzo di voci femminili e melodie accessibili. Viceversa per quanto riguarda il death metal si assiste alla diffusione di gruppi con sonorità più pesanti rispetto al mercato europeo, quindi meno accessibili e più inclinati, se vogliamo al death metal di stampo americano, è il caso quindi di Gorefest, Asphyx, Hail of Bullets, Sinister a cui si aggiungono i tecnici Pestilence e i successivi Textures e il thrash/death dei Legion of the Damned. Vanno menzionati anche gli Slechtvalk, gruppo unblack metal e viking metal.

#### Altri
Esistono altri gruppi che hanno rivestito o stanno rivestendo un'importanza degna di nota per il genere, ma non provengono da paesi in cui l'heavy metal gode di molta popolarità. Tra questi:
- Celtic Frost, Samael, Eluveitie, Coroner, Krokus e Gotthard dalla Svizzera
- Firewind, Nightrage, Rotting Christ e Astarte dalla Grecia
- Vader, Behemoth, Decapitated, Riverside e Hate dalla Polonia
- Barón Rojo, Ángeles del Infierno, Mägo de Oz, Avalanch, WarCry, Tierra Santa, Dark Moor e Angelus Apatrida, dalla Spagna
- Summoning, Serenity e Belphegor dall'Austria
- Moonspell dal Portogallo
- Holy Blood dall'Ucraina
- Pokolgép dall'Ungheria

### America

I Big 4 del thrash metal americano: Metallica, Slayer, Megadeth e Anthrax

#### Stati Uniti
Dagli USA si sviluppò la prima grande corrente thrash metal grazie ai primi Metallica, Megadeth, Anthrax e Slayer; e ai seguenti Whiplash, Nuclear Assault, Overkill, Testament, Agent Steel e molti altri; in seguito inizio a svilupparsi il Crossover thrash che fondeva elementi Thrash con elementi hardcore punk; i primi gruppi di questa corrente furono i Dirty Rotten Imbeciles e i Suicidal Tendencies. Gruppi Thrash statunitensi moderni sono i Toxic Holocaust e i Municipal Waste (Crossover).
Dalla corrente Thrash è nato poi il death metal grazie a gruppi come Morbid Angel, Death, Possessed, Obituary, Deicide, Nile e Cannibal Corpse e anche il groove metal grazie a band come Machine Head, Fear Factory e i leggendari Pantera, che hanno ispirato largamente gruppi quali i Black Label Society.
Un altro importantissimo gruppo sono i Manowar che svilupparono l'epic metal.
Anche gli Iced Earth, i Manilla Road gli Armored Saint e altri furono importanti per i primi movimenti power metal.
Due gruppi Doom Metal importanti nati a Los Angeles sono i Saint Vitus e i Sunn O))).
Anche i gruppi prog metal Symphony X e Dream Theater sono originari di qui.
Sono statunitensi anche il famoso chitarrista Jason Becker, famoso per avere continuato a suonare nonostante essere colpito dalla Sclerosi laterale amiotrofica e Dimebag Darrel, giovane prodigio membro dei Pantera ucciso a colpi di arma da fuoco da un fan durante un concerto.
Gli USA e in particolare la California, sono il luogo d'origine della scena nu metal, iniziata dai Korn e dai Deftones.
Altri gruppi statunitensi che recentemente hanno avuto successo sono i System of a Down, i Disturbed, i Five Finger Death Punch, gli Slipknot, gli Avenged Sevenfold, i Trivium e i Suicide Silence (Deathcore).

#### Canada
I Rush sono un riferimento fondamentale per l'intero genere del progressive metal. Il Canada, nel thrash metal, può vantare nomi come Annihilator, Voivod ed Exciter, mentre per quanto riguarda l'ambito estremo e sperimentale i ruoli di maggiore spicco spettano Devin Townsend con i suoi svariati progetti (Strapping Young Lad, The Devin Townsend Band, Devin Townsend Project), Gorguts, Cryptopsy, Kataklysm e, in misura minore, Quo Vadis. Nutrita è anche la scena metalcore/mathcore con Protest the Hero, The Agonist, Threat Signal, Despised Icon e quella technical death metal/brutal death metal capeggiata da Beneath the Massacre e Neuraxis. In campo classico si segnala la presenza degli storici Anvil e dei più recenti 3 Inches of Blood.

#### Sud America
Il Sud America non presenta gruppi di rilievo ad eccezione dei Brasiliani Sarcofago, Sepultura (il primo fu anche importante per il black metal) e Rata Blanca; più di recente ha riscosso successo il gruppo prog/power degli Angra.

### Africa
Dall'Africa non sono nati gruppi famosi fatta eccezione solo per il cantante dei DragonForce ZP Theart, sudafricano; e per, sempre sudafricano, il bassista Diccon Harper dei Pagan Altar, che militò anche negli stessi Demoniac e DragonForce. Non è comunque un caso che la scena metal africana sia concentrata quasi interamente nel Sudafrica, dato il fatto che negli altri paesi il genere è di difficile reperimento a causa di gravi situazioni di povertà, guerra o per la difficoltà del genere ad essere accettato nei paesi islamici, in cui la situazione è più stabile. Altro fattore è che il metal è principalmente suonato dai bianchi.

### Asia

#### Giappone
In Giappone il genere si diffuse fin dai primi anni ottanta, inizialmente con un ampio seguito nell'ambiente underground, per poi ottenere grande successo nazionale. I gruppi più importanti che hanno ottenuto maggiore notorietà internazionale sono gli storici X Japan, i Seikima-II, i Dir en grey e recentemente i Versailles.
I Loudness, gli Anthem, i Bow Wow (attivi sin dal 1975 e che per un certo periodo cambiarono il nome in Vow Wow e nelle cui file ha militato anche il bassista Neil Murray), gli Earthshaker e i 44 Magnum sono invece i più noti esponenti dell'Hard 'n' Heavy più classico. Da segnalare anche il guitar hero Kuni.
Da citare i Sex Machineguns, gli Animetal ed i Galneryus; mentre i Sigh, i Blood Stain Child, gli Youthquake e le Gallhammer per quanto riguarda il metal estremo.

#### Cina
In Cina si sono sviluppati nell'ultimo decennio, vari gruppi heavy metal, ma tale fenomeno rimane relegato alla scena underground del paese (anche a causa delle severe leggi imposte dal governo cinese).
Alcuni di questi gruppi fondono metal estremo con la musica tradizionale cinese e orientale: uno dei gruppi estremi più noti sono i ChthoniC, che suonano un black metal melodico con venature provenienti dalla musica folk cinese.
Dalla Cina ha acquistato notorietà internazionale il chitarrista di Hong Kong Herman Li, per avere militato nei Demoniac e nei più famosi Dragonforce.
Sempre dalla Cina si sono distinti per breve tempo i Dengel grazie alla presenza al festival Wacken Open Air del 2008.

### Medio Oriente
Nei paesi islamici l'heavy metal è bandito per motivi ideologici, che andrebbero contro i dettami della religione musulmana. Nonostante questo bavaglio, qualche segnale di fermento nel mondo arabo c'è da parte del metal, che sta dando i natali alle prime scene locali. In Israele ad esempio, dopo anni di gavetta, si sono fatti conoscere gli Orphaned Land band di punta del piccolo seguito metal israeliano che, anche grazie alle possibilità offerte dai social network musicali (Myspace su tutti) sta trovando sempre nuovi sbocchi di trasmissione.
Una band in termini di importanza seconda solo agli Orphaned Land è quella sempre israeliana Black metal dei Melechesh.
Anche in Iran, dove le condizioni attuali di espressione pubblica sono difficili, stanno già maturando dei gruppi esplicitamente metal e spesso con testi esplicitamente anti-islamici.

### Australia
Ad esclusione di gruppi hard rock come AC/DC, The Angels (i cui dischi vennero pubblicati sui mercati internazionali anche sotto il nome di Angel City, per non essere confusi con gli americani Angel), i Rose Tattoo, e, in tempi più recenti, gli Airbourne, l'Australia non ha mai avuto grande importanza per lo sviluppo dell'heavy metal. Da segnalare gli Heaven con all'attivo 3 album in studio e un live negli anni ‘80 e, nel thrash metal, la presenza dei Mortal Sin, che ebbero una discreta popolarità a livello internazionale nel periodo d'oro del genere. Degna di nota è la band christian death metal Mortification, mentre rimane essenzialmente di culto la band experimental e technical black/death metal Portal, originaria del Queensland. Da Melbourne proveniva la band attiva nel genere grind The Berzerker, scioltasi nel 2010.
Altre band di piccola fama ma comunque abbastanza popolari sono gli Psycroptic ed i Deströyer 666. Astennu (Jamie Stinson) fu il chitarrista dei norvegesi Dimmu Borgir.

### Russia
In Russia le band più note al pubblico internazionale sono certamente gli Ария (leggi "Aria") storica band heavy metal della corrente NWOBHM, i Gorky Park che grazie alla partecipazione al Moscow Music Peace Festival nel 1989 ebbero visibilità internazionale e una discreta fama soprattutto negli Stati Uniti, ed i Кипелов (leggi "Kipelov"), band nata nel 2002 dagli ex-membri degli Ария e che prende il suo nome dal vocalist Valeri Kipelov, che ripropone lo stesso stile degli Ария ma che nell'album Жить вопреки ha presentato alcune influenze vicine al power metal.
Un gruppo folk metal che si sta guadagnando negli ultimi tempi una grande popolarità è quello degli Аркона (leggi "Arkona").
Altra band meno conosciuta è la power metal band Эпидемия (leggi "Epidèmìa").
Gruppo storico sono anche gli Aлиса (leggi Alisa), di San Pietroburgo, in attività dal 1983 e guidati fin da allora dal cantante Konstantin Kinčev.

## Movenze tipiche dell'heavy metal

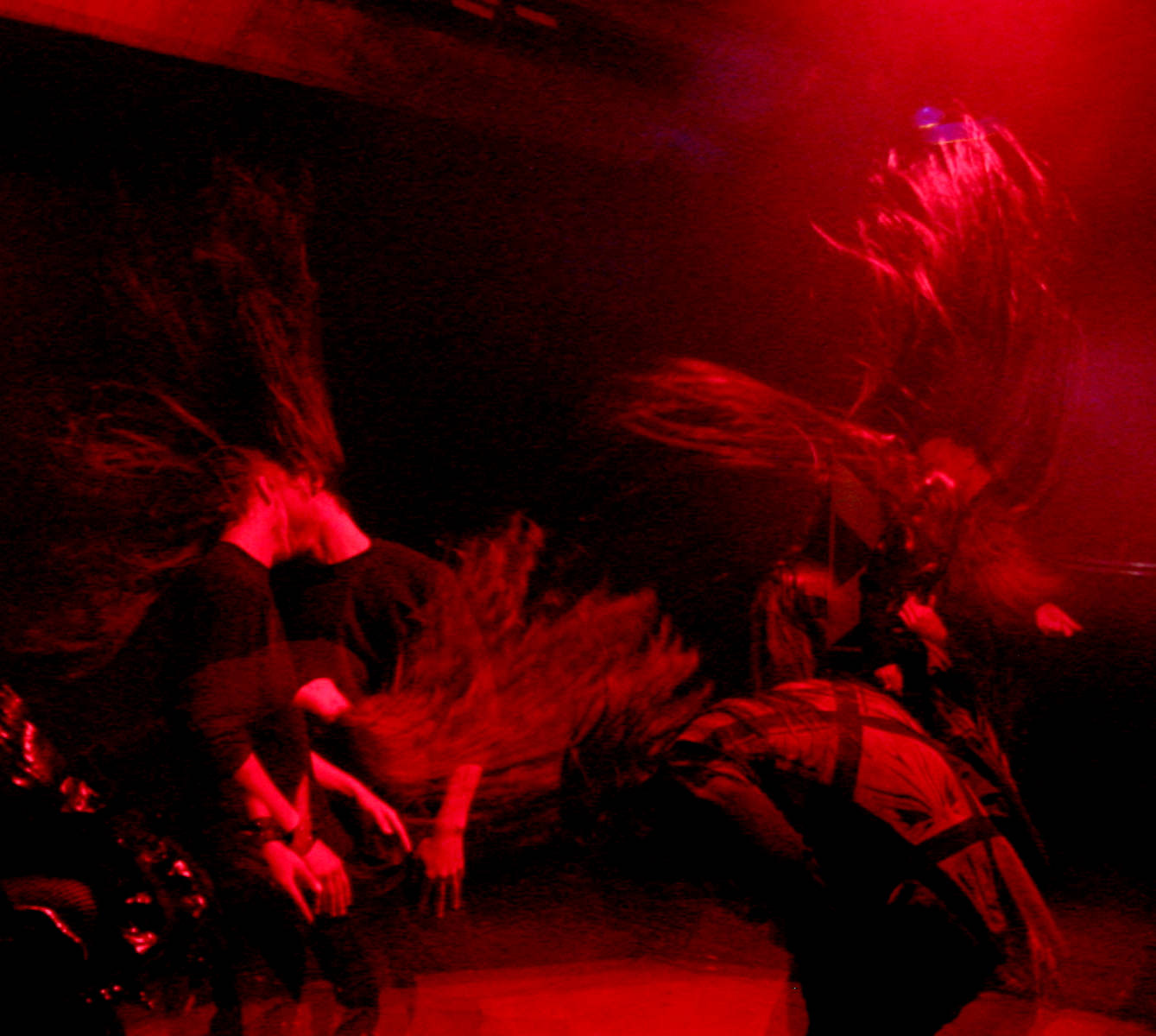
Headbangers in azione

All'interno dei live si sono sviluppate negli anni alcune movenze tipiche dell'heavy metal, mentre alcune sono state trasportate da altri generi, come il punk. Questi movimenti, eseguiti sia dal pubblico, sia dai musicisti stessi, accompagnano spesso il ritmo della canzone, e vengono accentuate nei momenti più veloci o aggressivi.
Fra le movenze più famose, è possibile individuare:
- Air guitar - mimare il gesto di suonare la chitarra (o altro strumento).
- Pogo - saltare e prendere a spallate gli altri partecipanti.
- Moshing - simile al pogo, ma più violento.
- Headbanging - scuotere la testa a tempo di musica.

Oltre alle movenze, durante alcuni concerti non sono rari:
- Crowd surfing o surf sulla folla - farsi trasportare dalla folla.
- Stage diving - lanciarsi dal palco sul pubblico, quindi effettuare surf sulla folla.
- Wall of death - il pubblico si divide in due sezioni separate da uno spazio di circa dieci metri, e, conoscendo la canzone, all'inizio di parti specialmente violente o veloci, all'unisono corre, una fazione verso l'altra, per scontrarsi. Una variante del wall of death è il "pit of death" (versione rotonda).

## Principali festival heavy metal
- Bang Your Head!!!
- Earthshaker Fest
- Rock am Ring
- Rock im Park
- Summer Breeze Open Air
- Wacken Open Air
- With Full Force
- Neckbreakers Ball
- Download Festival
- Monsters of Rock
- Bloodstock
- Graspop Metal Festival

- Dynamo Open Air
- Headbangers Open Air
- Sweden Rock Festival
- Inferno Metal Festival
- Norway Rock Festival
- Tuska Open Air
- Hellfest Summer Open Air
- Agglutination Metal Festival
- Gods of Metal
- Metal Camp
- Brutal Assault
- Ozzfest
- Rock in Rio
- Metalfest

### Enciclopedie
- Alessandro Bonini, Emanuele Tomagnini, Enciclopedia discografica: dal rock al soul, dal pop alla new wave, dal punk al metal al jazz, Gremese Editore, 2004, ISBN 88-8440-314-6.
- (EN) Peter Buckley, Jonathan Buckley, The Rough Guide to Rock, Rough Guides, 2003, ISBN 1-84353-105-4.
- Katherine Charlton, Rock Music Styles: A History, McGraw Hill, 2003, ISBN 0-07-249555-3.
- Du Noyer, Paul, The Illustrated Encyclopedia of Music, Flame Tree, 2003, ISBN 1-904041-70-1.
- Vladimir Bogdanov, Chris Woodstra, Stephen Thomas Erlewine, All music guide to rock: the definitive guide to rock, pop, and soul, Arcana, 2002, ISBN 978-0-87930-653-3.
- Federico Guglielmi, Cesare Rizzi, Grande Enciclopedia Rock, Firenze, Giunti editore, 2002, ISBN 88-09-02852-X.
- Nicholas Cook, Nicola Dibben, Music and Emotion, Oxford University Press, 2001, ISBN 0-19-263188-8.
- Cesare Rizzi, Enciclopedia della musica rock. 3. 1980 - 1989, Volume 3, Giunti Editore, 2000, ISBN 978-88-09-01796-2.
- Berger, M. Harris,  Metal, rock, and jazz: perception and the phenomenology of musical experience., Wesleyan University Press, 1999, ISBN 978-0-8195-6376-7.
- Martin C. Strong, The great rock discography, Giunti Editore, 1998, ISBN 88-09-21522-2.
- Andrew Blake, The Land Without Music: Music, Culture and Society in Twentieth-century Britain, Manchester University Press, 1997, ISBN 0-7190-4299-2.
- (EN) Colin Larkin, The Guinness Encyclopedia of Popular Music, Guinness, 1992, ISBN 0-85112-939-0.
- Riccardo Bertoncelli, Enciclopedia rock anni '80, Arcana, 1989, ISBN 88-85859-34-8.
- Michael Kennedy, The Oxford Dictionary of Music, Oxford University Press, 1985, ISBN 0-19-311333-3.
- Arnold, Denis, Consecutive Intervals, in "The New Oxford Companion to Music", Volume 1: A-J., Oxford University Press, 1983, ISBN 0-19-311316-3.
- Jon Pareles, Patricia Romanowski, The Rolling Stone Encyclopedia of Rock & Roll, Rolling Stone Press, 1983, ISBN 0-671-44071-3.
- Stanley Sadie, The New Grove Dictionary of Music and Musicians, MacMillan, 1980, ISBN 0-333-23111-2.

### Testi monografici
- Della Cioppa, Gianni, Heavy Metal. I contemporanei, Giunti Editore, 2010, ISBN 978-88-09-74962-7, ..
- Ian Christe, Sound of the beast. La storia definitiva dell'heavy metal, Arcana, 2009, ISBN 88-6231-086-2.
- Luca Signorelli, Heavy metal: i Classici, Giunti Editore, 2007, ISBN 978-88-09-05383-0.
- (EN) Daniel Bukszpan, Ronnie James Dio, The Encyclopedia of Heavy Metal, Barnes & Noble Publishing, 2003, ISBN 978-0-7607-4218-1.
- Iannini, Tommaso, Nu metal, Giunti Editore, 2003, ISBN 88-09-03051-6, ..
- Luca Signorelli, Metallus. Il libro dell'Heavy Metal, Giunti Editore, 2001, ISBN 88-09-02230-0.
- McIver, Joel, Metal Estremo, Omnibus Press, 2000, ISBN 88-7333-005-3.
- Deena Weinstein, Heavy Metal: The Music and its Culture, Da Capo, 2000, ISBN 0-306-80970-2.
- (EN) Robert Walser,  Running with the Devil: power, gender, and madness in heavy metal music., Wesleyan University Press, 1993, ISBN 978-0-8195-6260-9.
- D. Bukszpan, The Encyclopedia of Heavy Metal, Barnes & Noble, 2003, ISBN 0-7607-4218-9
- Ian Christe, Sound of the Beast: The Complete Headbanging History of Heavy Metal, HarperCollins, 2003, ISBN 0-380-81127-8
- Jon Wiederhorn, Louder Than Hell: The Definitive Oral History of Metal, It Books, 2013, ISBN 978-0-06-195828-1